# Guayaquil
Guayaquil, oficialmente Santiago de Guayaquil, es una ciudad ecuatoriana, capital de la provincia del Guayas y cabecera del cantón homónimo. Se encuentra ubicada al centro sur de la región litoral de Ecuador, a orillas del río Guayas, a 20 kilómetros de su desembocadura en el océano Pacífico. Está rodeada por el Estero Salado en su parte suroccidental y el inicio de la cordillera Chongón Colonche, una cadena de montañas de altitud baja, en el noroeste. La ciudad se divide en 16 parroquias urbanas. 
Con una población de 2 746 403 habitantes, es la ciudad más poblada del país, y la quinta de la Comunidad Andina. No obstante, su tejido urbano va más allá de sus parroquias urbanas, aglutinando a ciudades y parroquias cercanas; es así que la conurbación de Guayaquil abarca una población de 3 618 450 habitantes, siendo la aglomeración urbana más poblada de la nación y, asimismo, la quinta en la Comunidad Andina. Al ser la urbe más poblada, es uno de los dos polos de desarrollo del país –junto con Quito, la capital nacional— que albergan las principales entidades empresariales, financieras, culturales y deportivas del Ecuador.
Después de varios intentos de fundación, fue erigida definitivamente en 1547 con el nombre de "Santiago de Guayaquil", como astillero y puerto comercial al servicio de la Corona española; desde ese momento sirvió como punto principal en la economía de la colonia española y luego de la nación. Guayaquil ha sido sede de grandes revoluciones y levantamientos en el curso de la historia, siendo la primera ciudad ecuatoriana en obtener de forma definitiva su independencia de España en 1820. Luego fue capital de la provincia Libre de Guayaquil, que más tarde fue anexada a la Gran Colombia. Desde 1830 forma parte de la República del Ecuador como importante eje económico y político.
Es el principal centro económico, de recursos culturales y financieros de Ecuador. Guayaquil se destaca entre las ciudades ecuatorianas por su elevado uso de tránsito masivo, y por su densidad total y la diversidad de su población. El puerto de la ciudad es uno de los más importantes de la costa del Pacífico oriental. El 70 % de las exportaciones privadas del país sale por sus instalaciones, ingresando el 83 % de las importaciones.

## Toponimia

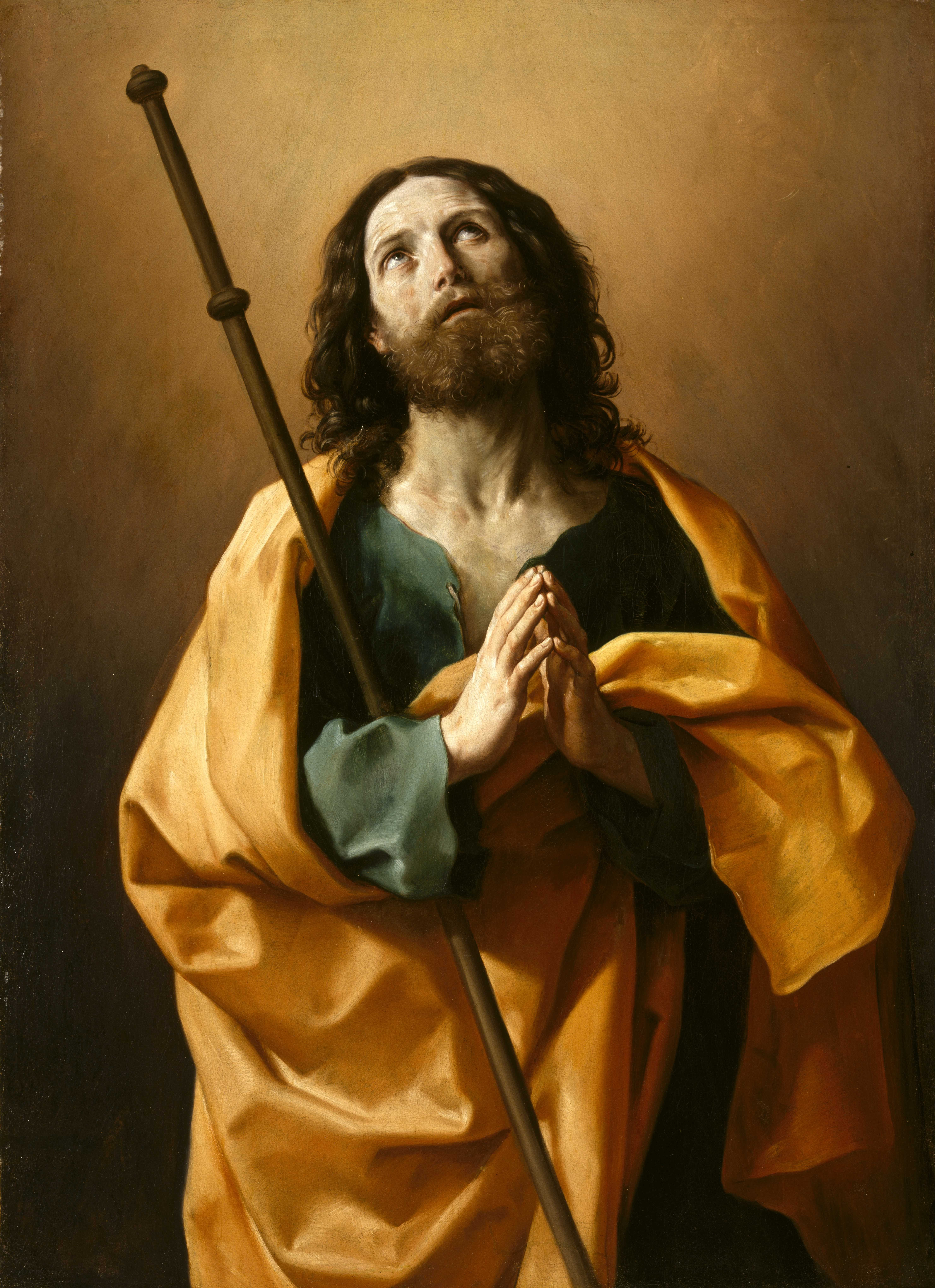
Santiago el Mayor.

El nombre de la ciudad de Santiago de Guayaquil está sujeto a varias teorías de las cuales los historiadores concuerdan que se tiene un origen prehispánico. Desde que inició su proceso de fundación en 1534, está ligado al nombre de Santiago en memoria de su santo patrono, Santiago el Mayor, apóstol de Jesucristo, el cual es también el patrono de Santiago de Compostela en el Reino de España y varias ciudades en Hispanoamérica fundadas en el período colonial, como la ciudad de Santiago de los Caballeros en República Dominicana, que fue la primera de América en usar ese nombre, y otras como Santiago de Chile y Santiago de Cuba.
Una de las teorías, se basa en una leyenda romántica, transmitida oralmente de generación en generación, la cual atribuye el origen etimológico, a la unión de los nombres de un cacique llamado Guayas y de su esposa Quil, símbolos de la resistencia autóctona que — de acuerdo a la tradición popular — escogieron luchar hasta morir (y en última instancia incendiar la aldea) antes que someterse al vasallaje impuesto por los conquistadores españoles.
La existencia de un poblado de nombre similar a Guayaquil, situado en las cercanías a la ciudad de Durán (Autopista Durán-Boliche km. 23), ha sido causa de investigaciones por parte de arqueólogos e historiadores, quienes han coincidido que el mismo, al momento de la conquista, estuvo gobernado por el cacique Guayaquile. De descubrirse el verdadero origen, la única duda que persistiría sería si fue dicho cacique quién dio el nombre al pueblo y al río o viceversa. Pero el investigador Ángel Véliz Mendoza en su libro sobre el cacique Guayaquile afirma que hay referencias al topónimo por lo menos siete veces en documentos anteriores a 1543. Se cree que el nombre Guayaquil se debe al último asentamiento de la población, en tierras del cacique Guayaquile. Esta zona estuvo ocupada por la nación chonos, grupo humano que desde el punto de vista arqueológico, se denomina como cultura Milagro-Quevedo.
Tras varios traslados e incendios, la ciudad fue fundada definitivamente en 1547 bajo el título de «Muy Noble y Muy Leal Ciudad de Santiago de Guayaquil». Después de la independencia de la ciudad en 1820, el término "Muy Noble y Muy Leal" desapareció debido a su separación del Imperio español. En la actualidad, el nombre patronal de Santiago de Guayaquil no es utilizado de forma regular, aunque es el nombre oficial de la ciudad.

## Historia
En la era precolombina, la región de Guayaquil estaba habitada por varios poblados indígenas. Estos constaban de organización política, acciones guerreras, e intercambio comercial con otros pueblos localizados hacia el sur en el actual Perú, y hacia el norte en el actual México, por la navegación en balsas, apoyándose en la estructura fluvial del río Guayas. Los pueblos que se establecieron en las cercanías del río fueron producto de la migración que se produjo a partir de la cultura Manteña, siendo estos conocidos como "Manteños del Sur" o como cultura Huancavilca. En el último período de la era prehispánica, el período de Integración, los huancavilcas abarcaron la mayor parte de la actual provincia del Guayas y otras provincias aledañas, en la cual también se desarrollaron otras culturas. Estas culturas se desarrollaron independientes de otras hasta la conquista española.

Escudo colonial de la ciudad y su gobierno.

Poco tiempo después de que Francisco Pizarro comenzó la conquista del Perú, y con el fin de colonizar y expandir el dominio español hacia el norte del antiguo Imperio Inca, ordenó la fundación de la Villa de Santiago de Quito el 15 de agosto de 1534, cerca de la actual ciudad de Riobamba, pero al cabo de poco tiempo se ordenó su traslado a un lugar dentro del territorio inca, es debido a esto que parten dos expediciones. Una de las expediciones tomó rumbo norte, la cual fundaría en lo posterior la ciudad de San Francisco de Quito. Mientras tanto, la otra expedición tomó rumbo hacia el suroeste y llegaría a la región litoral, con lo cual se establecen en varios sectores pero son expulsados de ellos por la resistencia nativa.

Francisco de Orellana, fundador de Guayaquil.

La fundación de la ciudad fue un proceso en la cual varias expediciones españolas trataron de asentar una localidad colonial, pero debido a la resistencia nativa fue una labor demasiado difícil. El primer asentamiento lo realizó Sebastián de Benalcázar en 1534, quien desde Paita llegó con varios expedicionarios y fundó una localidad al este del río Guayas, pero los chonos destruyeron el poblado y mataron a casi la mitad de los habitantes.
En 1536, por órdenes de Pizarro, Hernando de Zaera trasladó el poblado cerca de un sitio denominado "Yahual", pero debido a que los ejércitos españoles necesitaban apoyo al sur, Zaera y su ejército partieron al Perú. Pizarro, ordenó nuevamente el traslado y reconstrucción de la ciudad al capitán Francisco de Orellana y en 1537 la ciudad se asentó en la Culata, actual sector de La Puntilla en Samborondón, y luego Orellana partió nuevamente hacia Lima dejando en el cargo de alcalde a Juan Porcel. En 1541, una alianza entre chonos y punáes, sitiaron la ciudad en enfrentamientos que duraron un período de seis meses. En mayo de 1542 el capitán Diego de Urbina, trasladó la ciudad nuevamente y se refugió cerca de los huancavilcas, al oeste del río Guayas, sin embargo, en 1543 los huancavilcas destruyeron completamente la ciudad y una vez más se tuvo que trasladar la ciudad al mismo sitio que Belalcázar había levantado en 1534. Finalmente después de que estalló la guerra civil entre Pizarro y Almagro, la ciudad fue trasladada a su actual localización el 25 de julio de 1547 bajo el título de Muy noble y Muy leal Ciudad de Santiago de Guayaquil.
En el período colonial, Santiago de Guayaquil empezó a crecer desde el cerro Santa Ana y al cabo de poco tiempo comenzó a convertirse en un importante centro comercial, con lo cual la Audiencia mantuvo sus lazos comerciales con las demás partes de toda la región del Pacífico Sur, y esto sumado a la abundancia de maderas útiles para la construcción, la existencia de gran cantidad de individuos en busca de trabajo (lo que abarataba la mano de obra) y la ubicación estratégica del puerto, permitieron que Guayaquil se convirtiera en el astillero principal de la Armada del Mar del Sur y uno de los grandes e importantes de América en el siglo XVII. Guayaquil fue un punto de escala en el comercio asiático-latinoamericano realizado por el Galeón de Manila con sede en Filipinas que tenía enlaces a Acapulco en México y terminaba con un nodo en El Callao, Perú.
Debido al auge comercial que la ciudad mantuvo durante sus primeros años, Santiago de Guayaquil tuvo que soportar varios ataques piratas. En 1586, el corsario inglés Thomas Cavendish atacó a la ciudad y de la misma manera lo hizo el neerlandés Jacques L'Heremite Clerk en 1624. En 1684, William Dampierre y otros piratas destruyeron gran parte de la ciudad a causa de los incendios que dejaron sus ataques. En 1687, los piratas franceses D’Hout, Picard y Groignet iniciaron sus ataques, lo que dejó a la ciudad parcialmente destruida, saqueada y sus principales edificios incendiados hasta los cimientos. A partir de estos sucesos, se decide reubicar a la ciudad, lo cual condujo a la separación de ciudad vieja y ciudad nueva en un proceso que duró entre 1690 y 1696. Debido a los constantes traslados, ocurren numerosos incendios y aparecen las pestes que azotarían a la ciudad dejando centenares de muertos. Como medida de prevención contra los ataques, se crearon fortines en los cerros y el ejército creció mientras que la piratería paulatinamente desapareció.

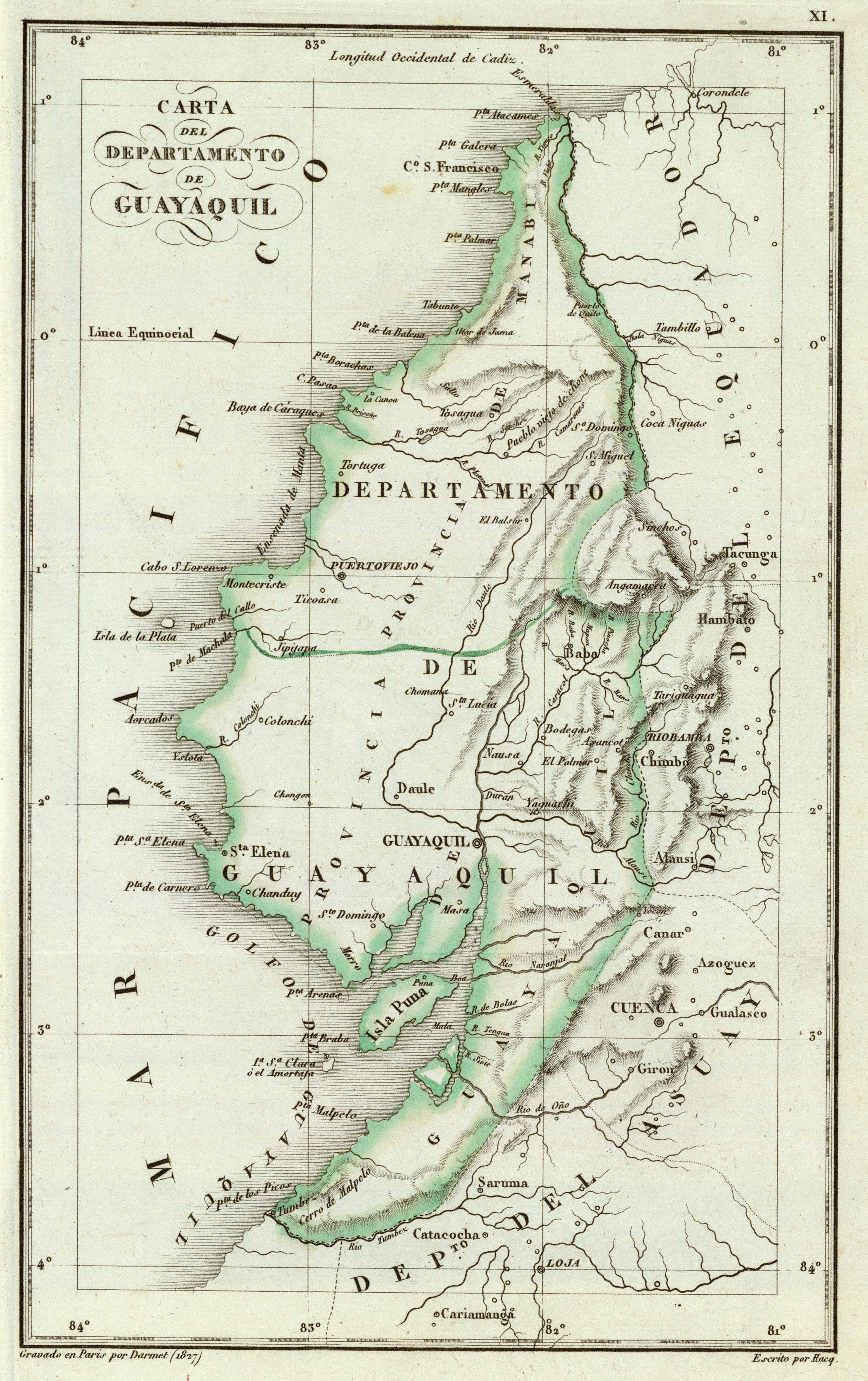
Extensión territorial de la Provincia Libre de Guayaquil integrada posteriormente a la Gran Colombia.

En 1763 el Corregimiento de Guayaquil se transformó en el Gobierno de Guayaquil, y pasó de formar parte del Virreinato del Perú al Virreinato de Nueva Granada. El 10 de noviembre de 1764 el incendio denominado Fuego Grande destruyó una gran parte de la ciudad nueva, siendo catalogado en la actualidad como uno de los mayores desastres de Guayaquil. Después del siniestro, mediante gestiones ante el rey, se pidió exoneración de pago de alcabalas por un tiempo limitado, y con un préstamo de doscientos mil pesos, la ciudad comenzó a reconstruirse rápidamente.
Con la cédula real de 1803, el Gobierno de Guayaquil vuelve de depender del Virreinato del Perú, por el alto flujo mercantil existente y a fin mejorar la defensa militar frente a corsarios y fortalecer el astillero.
Después de que en otras partes de la Real Audiencia de Quito se realizaran intentos fallidos de emancipación, pero motivados por la corriente libertadora y llegada del General José de San Martín con de la Expedición Libertadora del Perú al norte del Perú y el control poderío naval español en el Pacífico en la Campaña de Thomas Cochrane, el 9 de octubre de 1820 la ciudad de Guayaquil declaró su independencia del Imperio español, uniéndose así a la causa emancipadora de las demás regiones del continente. Con la independencia de la ciudad, José Joaquín de Olmedo, quien estaba a cargo del gobierno provisorio, convocó una asamblea el 8 de noviembre de ese año, con lo cual se crea la Provincia Libre de Guayaquil y se dictó su estatuto electoral y constitución para el naciente estado. Además, para asegurar la soberanía de Guayaquil y su independencia se creó la División Protectora de Quito, mediante la cual se pretendía independizar al resto de la Presidencia de Quito, dando paso así al comienzo de la guerra de independencia de la región.
El ejército guayaquileño mantuvo una serie de batallas para asegurar la independencia de la ciudad y de su provincia, sin embargo, los ejércitos realistas se seguían reunificando en la serranía. El presidente Olmedo decidió pedir ayuda a los demás libertadores de América del Sur, con lo cual obtuvo la asistencia de Simón Bolívar, quien envió a Antonio José de Sucre con un ejército considerable a favor de la causa emancipadora. Y en el envío de José de San Martín de la división peruano-argentina al mando Santa Cruz. A partir de aquello los ejércitos libertadores se consolidaron en el litoral, ingresaron al callejón interandino donde tomaron rumbo norte, manteniendo varias batallas y finalmente el 24 de mayo de 1822 derrotaron a las fuerzas realistas en la Batalla de Pichincha que consolidó la independencia de los territorios de la antigua Real Audiencia de Quito.

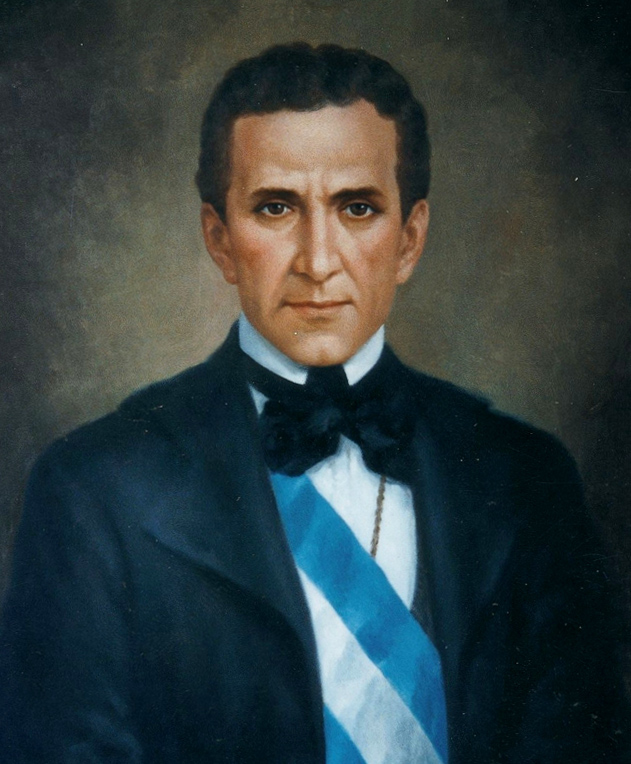
José Joaquín de Olmedo.

Luego de haberse alcanzado la independencia, Quito y Cuenca se anexaron rápidamente a la Gran Colombia, mientras que Bolívar intentaba también la anexión de la Provincia Libre de Guayaquil. Sin embargo, en Guayaquil se consideraba también fuertemente la opción de adherirse al Perú o la de permanecer independientes. José de San Martín también mostró su deseo de que esta ciudad se una al Perú, motivo por el cual Bolívar decide ingresar a la ciudad con un ejército, desconoce al gobierno local bajo la protesta del pueblo y espera a San Martín, a raíz de esto, Olmedo se autoexilia en Lima. El encuentro de los libertadores, denominado como la Entrevista de Guayaquil se dio el 26 de julio de 1822, y tuvo como resultado los acuerdos de la definición de la independencia peruana, en donde San Martín dejaría paso libre a Bolívar para que la concluyera y la anexión de Guayaquil a la Gran Colombia. El 31 de julio de 1822, la provincia libre de Guayaquil se convirtió en el Departamento de Guayaquil, que a su vez formó parte del Distrito del Sur de la Gran Colombia, el distrito fue derogada en 1825.
En 1829, la ciudad fue invadida por el ejército peruano, que la ocupó durante siete meses.
En 1830, el Departamento de Guayaquil junto al de Ecuador y Azuay se separararon de la Gran Colombia para crear la República del Ecuador, pasando Guayaquil a formar parte de ella el 19 de mayo. Se eligió como primer presidente al venezolano Juan José Flores, que ocupó el cargo en tres períodos que resultaron ser nefastos para la joven nación. En 1845, se reunió una asamblea nacional que redactó una nueva constitución con lo cual se le atribuían demasiados poderes a Flores, además de su inmediata reelección y extensión del período de gobierno. Debido a esto, el 6 de marzo de 1845 en Guayaquil estalló la revolución marcista liderada por José Joaquín de Olmedo, Vicente Rocafuerte, Vicente Ramón Roca, Diego Noboa, entre otros; que derrocaron a Flores e instauraron una nueva línea de gobierno denominado como período marcista.
Después de varios años, el marcismo se mantuvo al poder hasta 1859, cuando Francisco Robles renunció al cargo de presidente del Ecuador. Tras la salida del poder por parte de Robles, varias jefaturas supremas se formaron en el país. En Guayaquil, el general Guillermo Franco Herrera se autoproclamó Jefe Supremo del Guayas, mientras que en Quito se había formado un gobierno provisional bajo el mando de Gabriel García Moreno y en Cuenca Jerónimo Carrión se declaró Jefe Supremo de aquella región. Además de la crisis política interna, también se tuvo que lidiar con el Perú por problemas diplomáticos y territoriales. Franco negoció acuerdos con el presidente del Perú, Ramón Castilla, con el cual suscribió el Tratado de Mapasingue, luego de que tropas peruanas ocuparan la ciudad. Tras el retiro de la expedición peruana; el 24 de septiembre de 1860 las fuerzas de García Moreno y Juan José Flores, quien prestó ayuda a García Moreno en un intento de reconciliarse con el Ecuador, sostuvieron un enfrentamiento conocido como la Batalla de Guayaquil contra las fuerzas de Guillermo Franco. Como consecuencia de la victoria de García Moreno, Guayaquil fue anexada nuevamente al Ecuador y posteriormente se anuló el Tratado de Mapasingue por los congresos de ambas naciones. Además, después de estos acontecimientos, comenzó el período conocido como garcianismo en el gobierno ecuatoriano.

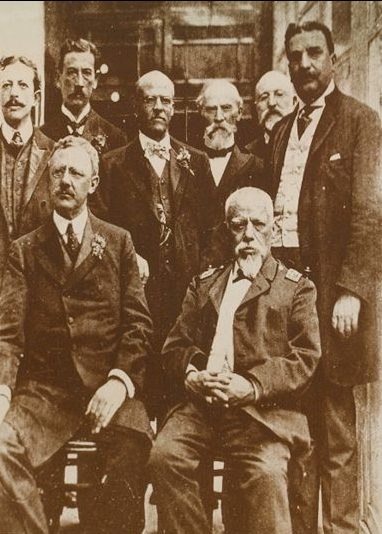
Eloy Alfaro convocó la primera asamblea en 1896 en Guayaquil, pero debido al Gran Incendio se trasladó a Quito.
En primera fila, Archer Harman y Eloy Alfaro; segunda fila: Alfredo Monge, Crnel. Belisario Torres, Dr. César Borja Lavayen, Gral. Francisco Hipólito Moncayo, William Fox y Amalio Puga.

El garcianismo, dejó a los conservadores al poder del gobierno, incluso después del asesinato de García Moreno en 1875. Sin embargo, en 1895, bajo la presidencia de Luis Cordero Crespo, se desató un escándalo conocido como la "Venta de la Bandera", en la cual también participó el anterior presidente y gobernador del Guayas, José María Plácido Caamaño. El incidente produjo que se desestabilizara el poder conservador y, tuvieron que enfrentar la revolución liberal que estalló en Guayaquil el 5 de junio de 1895, liderada por el general Eloy Alfaro, el cual en lo posterior se declararía Jefe Supremo y Presidente Constitucional.
Los liberales, al mando de Alfaro, designaron que se reúna en Guayaquil una asamblea constituyente para la elaboración de una nueva carta magna. Sin embargo, lo noche del 5 de octubre de 1896 inició el denominado Gran Incendio, que duró hasta la mañana del 6 de octubre y destruyó la mayor parte de la ciudad (dejó a 30.000 de 80.000 habitantes sin hogar). Aunque se cree en la posibilidad de un sabotaje por parte de la facción política conservadora, lo cierto es que jamás pudo descubrirse la causa real de este incendio.
Pese a las dificultades que tuvo Guayaquil por los múltiples incendios y la epidemia de la fiebre amarilla, durante los gobiernos liberales, la ciudad volvió a tener un auge con la creación del Banco Comercial y Agrícola por parte de cacaoteros y comerciantes guayaquileños, el cual se convirtió en el banco de mayor poder económico y político, apoyando por lo general a grupos de derecha. Durante estos períodos la ciudad se convirtió en el principal centro político y económico de la nación. En 1912 murió Alfaro asesinado en Quito por una multitud conservadora que además arrastró su cadáver por las calles de dicha ciudad y lo incineró junto a otros líderes liberales. Leónidas Plaza Gutiérrez, opositor de Alfaro, tomó el mando de la nación.
Durante el período denominado como placismo, fue todo más pacífico y los liberales, con sede en Guayaquil continuaron en el poder con Alfredo Baquerizo, el cual procedió el saneamiento de la ciudad en donde la fiebre amarilla había sido endémica hasta entonces, como reflejo de que la burguesía guayaquileña era la fuerza dominante tras el enriquecimiento que le supuso el auge comercial durante la Primera Guerra Mundial.

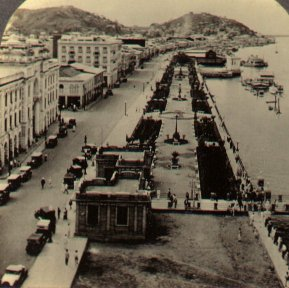
Malecón de Guayaquil en 1920.

A esta breve época de prosperidad siguió sin embargo una muy fuerte depresión a mediados de los años 1920, con altas tasas de inflación y descenso de las importaciones, cuando las plagas destruyeron la mayoría de las plantaciones de cacao; consecuencia de la crisis fue la consolidación como nueva fuerza social de los trabajadores urbanos, organizados ya en sindicatos en Guayaquil, en especial la Federación de Trabajadores Regional de Ecuador: su revuelta más fuerte, con represión armada, se saldó con una masacre de varios cientos de muertos ocurrida el 15 de noviembre de 1922, parte de esta historia es recogida en la novela Las cruces sobre el agua del autor Joaquín Gallegos Lara. Como consecuencias de esto, un golpe militar en 1925 dejó al liberal Isidro Ayora en poder. A raíz de esto Guayaquil siguió su camino como eje principal del comercio del Ecuador, aunque tuvo que soportar los efectos de la gran depresión mundial de los años treinta y la Segunda Guerra Mundial, también sufrió con los estragos de la guerra peruano-ecuatoriana de 1941 en la cual la ciudad se involucra con un enfrentamiento naval conocido como la Batalla de Jambelí en el Golfo de Guayaquil.
En pleno velasquismo, el Ecuador soportó las réplicas de la Segunda Guerra Mundial y la firma del Protocolo de Río de Janeiro en 1942. El presidente Velasco Ibarra tuvo cinco gobiernos y después de su salida del poder en 1972 el país quedó sumergido en una serie de dictaduras encabezadas por varias juntas militares que se prolongaron al mando hasta el retorno a la democracia en 1979 cuando ganó las elecciones presidenciales el guayaquileño Jaime Roldós Aguilera. Roldós falleció junto a su esposa y varios miembros de su gabinete en un accidente aéreo aún cuestionado. Asumió constitucionalmente la presidencia Osvaldo Hurtado Larrea, quien fue sucedido por el guayaquileño León Febres-Cordero Ribadeneyra, con quien comenzaría el poder que mantiene aún en la actualidad el Partido Social Cristiano de derecha. En gobiernos posteriores, la nación afrontaría una inestabilidad política que comenzó con Abdalá Bucaram en 1997 y terminó con Lucio Gutiérrez en 2005.
Desde 1992 comenzó la administración del Partido Social Cristiano en la alcaldía de la ciudad, que le dio un giro de noventa grados a la ciudad, creciendo notablemente cultural, cívica y ornamentalmente; cuando el antiguo presidente León Febres Cordero ganó las elecciones municipales y su período se extendió en 1996 por cuatro años más hasta el 2000, empezando en su alcaldía la transformación de Guayaquil. Después de su mandato como alcalde, le sucedió su amigo y compañero de partido político, Jaime Nebot Saadi. Nebot fue reelecto en el 2004.
Al aprobarse el proyecto de organización de una Asamblea Constituyente con el objetivo de redactar una nueva constitución, el alcalde Nebot se mostró enérgico y tomó el liderazgo de la oposición al gobierno de Correa. El alcalde promovió la opción "No" para el referéndum del 2008, sin embargo, tras ganar la opción No en Guayaquil, el Sí obtuvo la mayoría en las demás partes del país, quedando aprobada la nueva constitución en el 2008.
A partir de la implantación de la nueva constitución se inició un período de transición que terminó una vez convocadas las elecciones generales en todo el país en el 2009. En las elecciones presidenciales ganó la reelección Rafael Correa, mientras que en las elecciones municipales también resultó reelecto Jaime Nebot como alcalde.

## Gobierno y política
La ciudad y el cantón de Guayaquil, al igual que las demás localidades ecuatorianas, se rige por una municipalidad según lo previsto en la Constitución de la República. La M.I. Municipalidad de Guayaquil, denominada oficialmente como Gobierno Autónomo Descentralizado Municipal de Guayaquil, es una entidad de gobierno seccional que administra el cantón de forma autónoma al gobierno central. La municipalidad está organizada por la separación de poderes de carácter ejecutivo representado por el alcalde, y otro de carácter legislativo conformado por los miembros del concejo cantonal.
La ciudad de Guayaquil es la capital de la provincia del Guayas, por lo cual es sede de la Gobernación y de la Prefectura de la provincia. La Gobernación está dirigida por el Gobernador del Guayas y es elegido por designación del propio Presidente de la República como representante del poder ejecutivo del estado. La Prefectura, algunas veces denominada como Gobierno Provincial, está dirigida por el Prefecto Provincial del Guayas y es elegido por sufragio directo en fórmula única junto a la persona que asuma la candidatura a la viceprefectura. Las funciones del gobernador son en su mayoría de carácter representativo del Presidente de la República, mientras que las funciones del prefecto están orientadas al mantenimiento y creación de infraestructura vial, turística, educativa, entre otras.
La Municipalidad de Guayaquil, se rige principalmente sobre la base de lo estipulado en los artículos 253 y 264 de la Constitución Política de la República y en Código Orgánico de Ordenamiento Territorial, Autonomía y Descentralización (COOTAD), que establece la autonomía funcional, económica y administrativa de la Entidad, mediante los artículos 1 y 73.

### Gobierno autónomo descentralizado

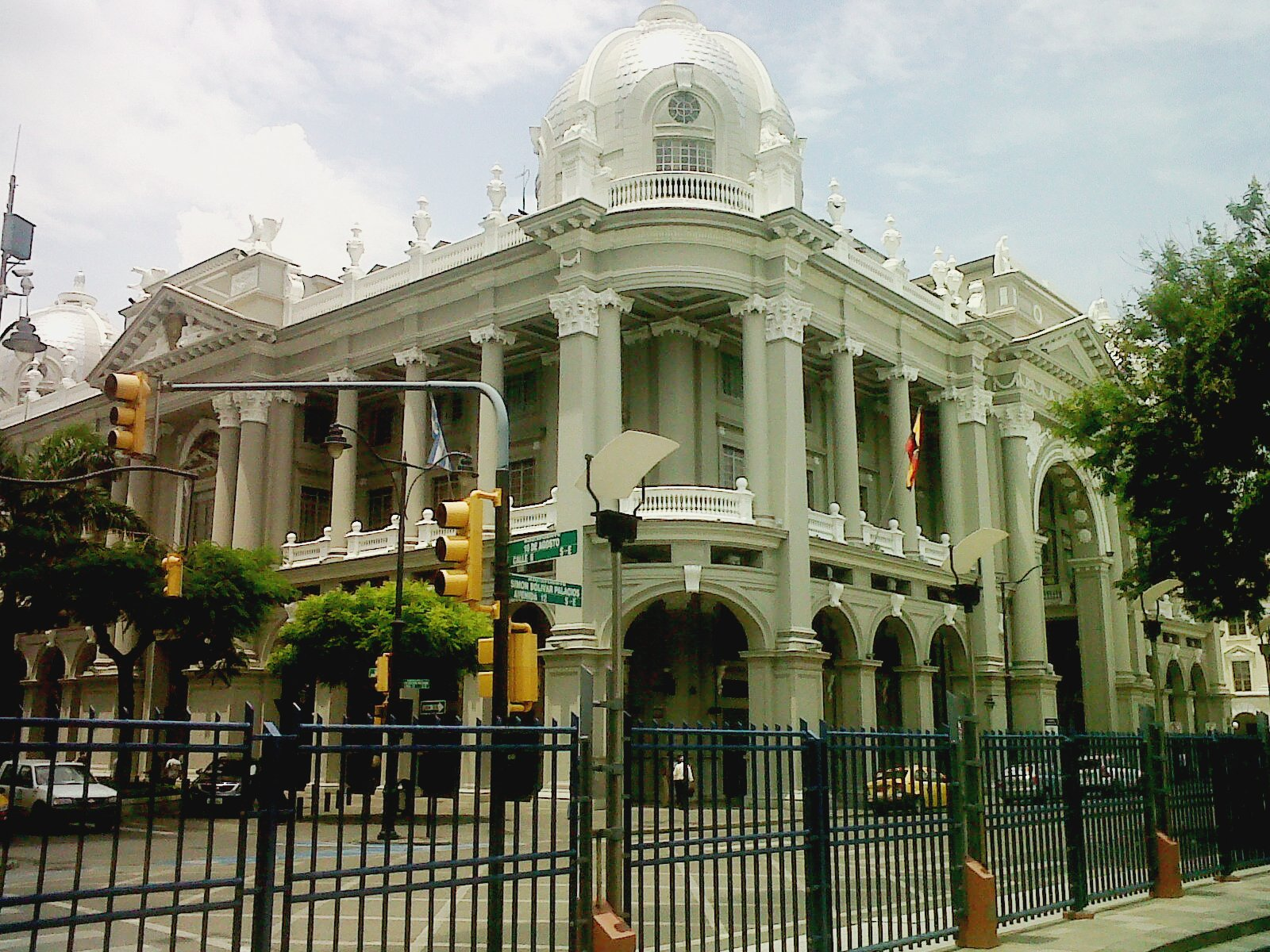
Palacio Municipal.

Anteriormente la máxima autoridad de la ciudad eran los cargos de Gobernadores y Burgomaestres. A partir de la constitución de 1945, nace la figura de alcalde. El poder ejecutivo de la ciudad es desempeñado por un ciudadano con título de Alcalde de Guayaquil, el cual es elegido por sufragio directo en una sola vuelta electoral sin fórmulas o binomios en las elecciones municipales. El vicealcalde no es elegido de la misma manera, ya que una vez instalado el Concejo Cantonal se elegirá entre los ediles un encargado para aquel cargo. El alcalde y el vicealcalde duran cuatro años en sus funciones, y en el caso del alcalde, tiene la opción de reelección inmediata o sucesiva. El alcalde es el máximo representante de la municipalidad y tiene voto dirimente en el concejo cantonal, mientras que el vicealcalde realiza las funciones del alcalde de modo suplente mientras no pueda ejercer sus funciones el alcalde titular.
El alcalde cuenta con su propio gabinete de administración municipal mediante múltiples direcciones de nivel de asesoría, de apoyo y operativo. Los encargados de aquellas direcciones municipales son designados por el propio alcalde.
Durante la historia de Guayaquil han existidos dos mujeres que han ostentado el cargo de alcaldesas de la ciudad, la primera fue la abogada Elsa Bucaram en 1988, y la abogada y periodista Cynthia Viteri, desde el 14 de mayo de 2019 al 14 de mayo de 2023. El alcalde con mayor tiempo en el cargo fue el abogado Jaime Nebot con 18 años y 9 meses. Entre los alcaldes con menos tiempo a cargo del cabildo están; el arquitecto Harry Soria Lamán del 1991 al 1992 (asumió la alcaldía luego de la renuncia de Elsa Bucaram) y Francisco Huerta Montalvo quien fue elegido alcalde de Guayaquil en 1970, pero fue destituido el mismo año cuando el presidente José María Velasco Ibarra se declaró dictador. Desde el 14 de mayo de 2023 el alcalde de Guayaquil es Aquiles Álvarez.

### Organización territorial
Territorialmente, la ciudad de Guayaquil está organizada oficialmente en 16 parroquias urbanas. El término "parroquia" es usado en el Ecuador para referirse a territorios dentro de la división administrativa municipal. Hasta 1992, la ciudad de Guayaquil solo mantenía 14 parroquias, sin embargo, las localidades de Chongón y Pascuales fueron anexadas de rurales a urbanas debido a su proximidad con la cabecera cantonal.
La parroquia Tarqui es la de mayor área y población, ocupando casi en su totalidad la mitad superior la ciudad, con un población de 835.486 habitantes según el último censo poblacional realizado en el 2001. La segunda más poblada es la de Ximena con 500.076 habitantes, ocupa la mayor parte del sur de la ciudad. La tercera más poblada y la más representativa de las parroquias urbanas de Guayaquil es Febres Cordero, con 341.334 habitantes.

Se cabe mencionar que Guayaquil a lo largo de su historia de evolución demográfico, ha anexado muchos territorios rurales para después ser calificadas como urbanas, tal como es el caso de Pascuales y Chongón, ya que ambas parroquias eran rurales pero su cercanía a la metrópoli y su ámbito suburbana, ha hecho que estas dos localidades sean anexadas por la ciudad de Guayaquil.
| Parroquias urbanas de la ciudad de Guayaquil | Parroquias urbanas de la ciudad de Guayaquil | Parroquias urbanas de la ciudad de Guayaquil | Parroquias urbanas de la ciudad de Guayaquil |           |
| --- | -------------------------------------------- | -------------------------------------------- | -------------------------------------------- | --------- |
| Mapa | Parroquia                                    | Parroquia                                    | Parroquia                                    | Parroquia |
| | N.º                                          | Nombre                                       | Población                                    |           |
| 1 | Ayacucho                                     | 10.706                                       |                                              |           |
| 2 | Bolívar-Sagrario                             | 12.149                                       |                                              |           |
| 3 | Parroquia Carbo-Concepción                   | 23.462                                       |                                              |           |
| 4 | Febres Cordero                               | 498.334                                      |                                              |           |
| 5 | García Moreno                                | 80.255                                       |                                              |           |
| 6 | Letamendi                                    | 151.615                                      |                                              |           |
| 7 | 9 de octubre                                 | 9.680                                        |                                              |           |
| 8 | Olmedo-San Alejo                             | 13.516                                       |                                              |           |
| 9 | Roca                                         | 9.296                                        |                                              |           |
| 10 | Rocafuerte                                   | 11.761                                       |                                              |           |
| 11 | Sucre                                        | 68.071                                       |                                              |           |
| 12 | Tarqui                                       | 1’050.826                                    |                                              |           |
| 13 | Urdaneta                                     | 30.323                                       |                                              |           |
| 14 | Ximena                                       | 680.076                                      |                                              |           |
| 15 | Chongón                                      | 111.658                                      |                                              |           |
| 16 | Pascuales                                    | 111.658                                      |                                              |           |
| Total Ciudad | Total Ciudad                                 | 2.740.087                                    |                                              |           |
| 1. Las dimensiones de las parroquias Chongón, Pascuales y Ximena no se presentan de forma total, solo se muestran las zonas en las que se encuentran su cabecera parroquial, las cuales son aledañas a la ciudad. 2. La isla Trinitaria ubicada al sur de la parroquia Febres Cordero es parte de la parroquia Ximena. 3. Los datos de población tienen como fuente al VI Censo de Población y V de Vivienda realizado por el INEC en el 2001. Las proyecciones indican cifras mucho mayores a las expuestas. |                                              |                                              |                                              |           |

Existe, además, una división territorial que utiliza el gobierno municipal para su administración, que consiste en sectores.

### Obras públicas

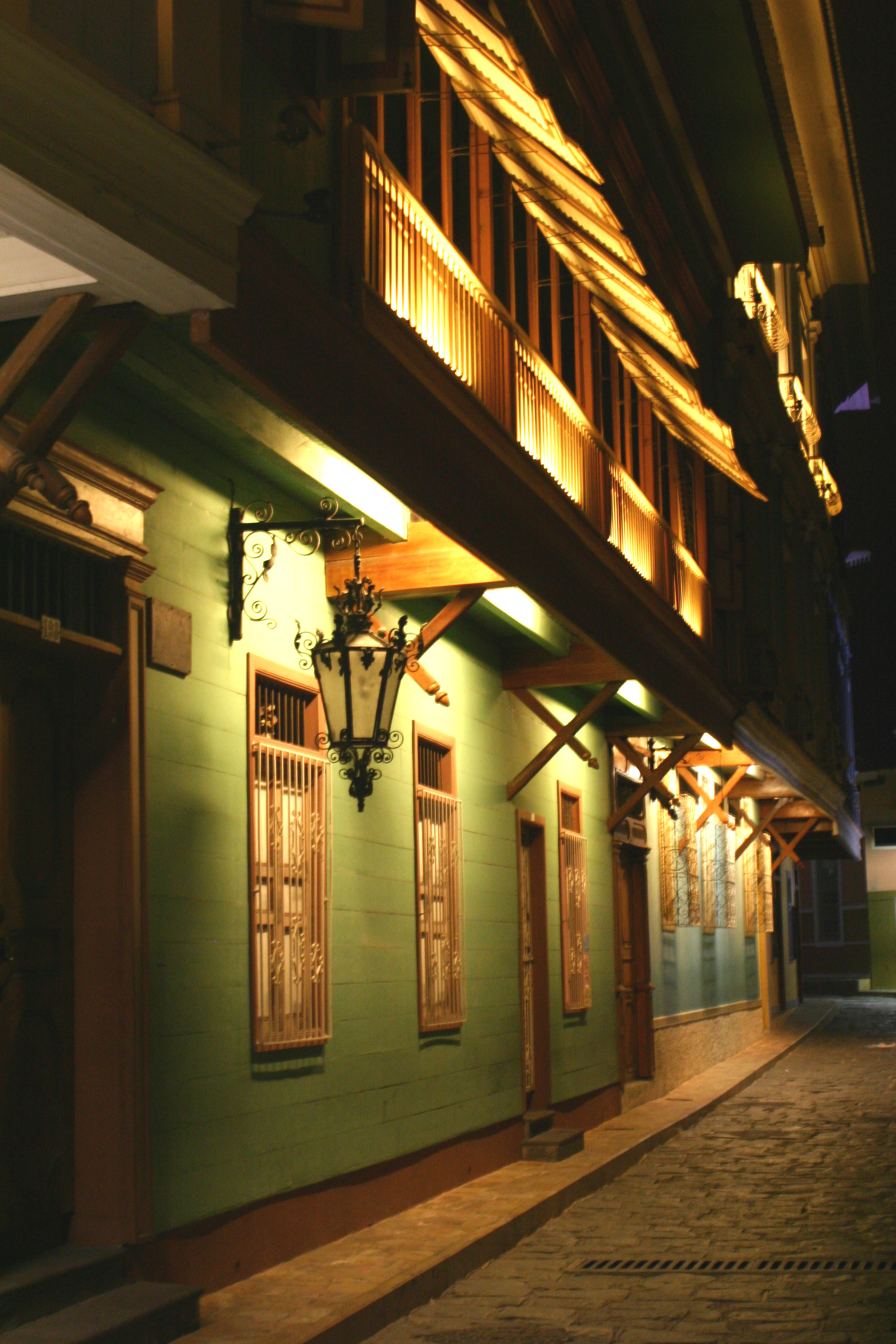
Portales de casa en el Barrio Las Peñas.

La "regeneración urbana", la cual empezó hace más de veinte años, es una importante transformación que experimenta la ciudad, tras la decisión de la administración actual de la municipalidad de iniciarla, tan pronto comenzó su gestión, un programa de regeneración, que seguirá hasta el final de su mandato que buscaría en principio embellecer la ciudad y generar turismo, el uso adecuado de espacios públicos y la inversión privada, fomentar la cultura pública y elevar la autoestima de la población.
La regeneración significa mejor distribución técnica del espacio para los peatones, construcción y reconstrucción de aceras y soportes, accesos para minusválidos, eliminación de los denominados "tallarines" (cableado aéreo eléctrico), instalación de mobiliario urbano, pintada de fachadas, habitación de parqueos, farolería especial, jardinería ornamental y semaforización inteligente.
El Cerro Santa Ana, donde nace la ciudad; su vecino el Cerro del Carmen y el centro comercial y bancario; los remodelados malecones del río y del estero Salado; los barrios tradicionales como El Centenario, Las Peñas, Orellana y Urdesa; las urbanizaciones populares Alborada y Sauces; las avenidas suburbanas Portete y Venezuela; la céntrica Calle Rocafuerte; decenas de barrios periféricos en los Guasmos, Prosperina, Mapasingue y otros, se han beneficiado de esta obra de adecentamiento físico. El paso a desnivel y peatonal por cada uno de estos lugares es más agradable al observar, como la mano del artista usando granito, cerámica, piedra reconstruida, mosaicos, madera, y otros elementos, dan apariencia de naturaleza en movimiento, diseños ecológicos navegación tropical, y signos urbanos, siendo algunos nombrados como: Ciudad que resplandece, El hombre de mi tierra, Mi costa bella, Guayaquil de mis amores, entre otros.
Las plazas, históricas Iglesias, estatuaria en general, le dan a la ciudad un peculiar atractivo y la vuelven merecedora de algunos reconocimientos a nivel nacional e internacional.

### Crimen y fuerzas de seguridad
Los delitos en el territorio ecuatoriano durante el 2019 demostraron un aumento en sus cifras, con un predominio en la ciudad de Guayaquil, en el año 2019 los crímenes en la zona 8 (Guayaquil, Durán, Samborondón) revelaron un alza de 16% en relación con el 2018, y los robos a vehículos tuvo un índice en aumento de 41%.
El municipio de Guayaquil implementó en 2019 el plan "Más Seguridad", para lo cual firmó un convenio interinstitucional entre la Policía Nacional, ECU 911 y las instituciones municipales: la Policía Metropolitana y la Corporación para la Seguridad Ciudadana de Guayaquil.

## Geografía

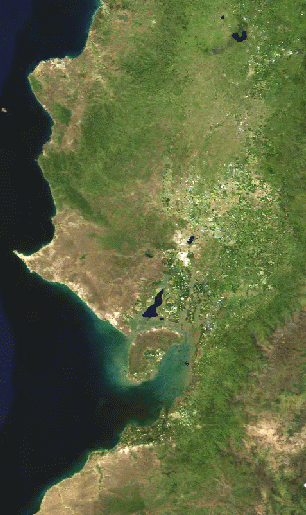
Imagen satelital de la parte central de la región litoral de Ecuador. La ciudad de Guayaquil está ubicada en el centro de la imagen.

La geografía de Guayaquil está caracterizada por su posición costera en la parte noroccidental de América del Sur, en la región litoral de Ecuador y su ubicación entre el río Guayas y el estero Salado. La geografía de la ciudad, con su cercanía al océano y su condición de puerto, ha contribuido como un importante factor para hacer de Guayaquil la ciudad con mayor densidad poblacional de la República de Ecuador.
La ciudad de Guayaquil está ubicada en la parte noroeste de América del Sur, con pocos elevaciones y alejada de la Cordillera de los Andes. El poco relieve de la ciudad y del cantón está formado por cerros que atraviesan la ciudad y luego se unen a un sistema montañoso menor llamado "Chongón-Colonche" al oeste de la ciudad. La red fluvial del Río Guayas cerca a Guayaquil por el este, mientras que es atravesada y cercada al oeste por el Estero Salado. Tiene fácil acceso al océano Pacífico por medio del Golfo de Guayaquil.
| Coordenadas geográficas                                                                                                  |
| - Latitud: 2°10′ S - Longitud: 79°54′ O - Coordenadas UTM: N8128385.172; E19741554.450; zona: -0.00; factor escala: 4690 |

### Relieve e hidrografía
La ciudad se encuentra situada en la cuenca baja del río Guayas, que nace en las provincias de Pichincha y de Cotopaxi, y desemboca en el golfo de Guayaquil en el océano Pacífico. Recibe las aguas de los ríos Daule y Babahoyo. El Daule y sus afluentes bañan las provincias de Manabí, Los Ríos y Guayas. El Babahoyo está formado por el río Yaguachi, y este por la unión de los ríos Chimbo y Chanchán. Recorre las provincias de Chimborazo, Los Ríos y Guayas. La cuenca del río Guayas es la más grande de la vertiente del Pacífico, con 40 000 km² y una extensa área de la costa ecuatoriana bañada por el río del mismo nombre y toda su red de afluentes.

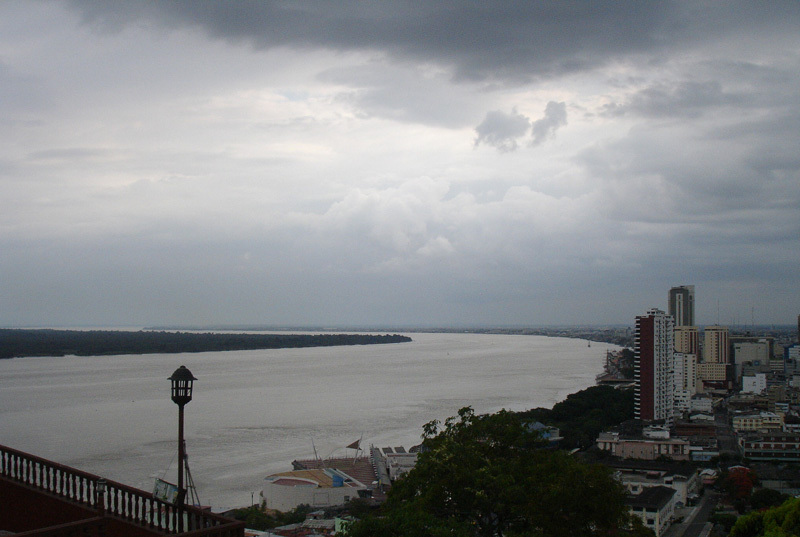
Ciudad del Río

Los dos más importantes afluentes, el Daule y el Babahoyo, se unen al norte de la ciudad formando un gran caudal que descarga en el Golfo de Guayaquil, que es el principal río y accidente geográfico de todo el país, con un promedio anual de 30 000 millones de m³ de agua. Otros ríos son el Tigre, Congo Juján, Pita, Chimbo, Pangor, muchos de los cuales nacen en la cordillera de los Andes.
Frente a la ciudad nace una cordillera costanera, que en tramo de la ciudad se encuentran los cerros de Santa Ana y del Carmen (ubicados prácticamente junto al río), su elevación más alta se da en el sector donde se encuentran las ciudadelas Los Ceibos y se los denomina cerro Azul, en su límite occidental, más adelante este sistema montañoso toma el nombre de Chongón y luego Colonche.
La ciudad es en su mayor parte llana, con elevaciones como el cerro Santa Ana, en su ladera oriental se encuentra el barrio Las Peñas, el cerro del Carmen, contiguo al Santa Ana, donde se encuentra el Monumento del Corazón de Jesús, el cerro San Eduardo, en la zona noroccidental y más hacia el oeste el cerro Azul, máxima elevación de la ciudad junto a las ciudadelas Los Ceibos y Los Olivos.

### Recursos naturales
La región donde se ubica Guayaquil tiene suelos muy fértiles que permiten una abundante y variada producción agrícola y ganadera. Se cultiva algodón, oleaginosas, caña de azúcar, arroz, banano, cacao y café y frutas tropicales como el mango, maracuyá (primeros exportadores mundiales), papaya, melones y muchas más. También se exportan flores y plantas tropicales del río Guayas, así como el bosque seco tropical de Cerro Blanco, la presa de Chongón con su gran lago artificial y Puerto Hondo con los manglares y brazos de mar navegables.
También es destacable la producción y explotación pesquera, sustentada principalmente en la crianza en cautiverio de camarón, del cual Ecuador fue, antes de un sinnúmero de plagas y problemas, uno de los principales exportadores mundiales, en plena recuperación actualmente, así como la pesca de atún, sardinas, y muchas otras variedades de peces, tanto para el consumo interno, como para la exportación, en forma natural (congelado), en conservas, o con valores agregados; la mayoría de la flota y las industrias se encuentra asentadas en los alrededores del golfo de Guayaquil
Asimismo, cuenta con diversas especies de maderas como guasango, palo santo, muyuyo, pegapega, chipra, mosquero y cardo; capaces de soportar largas sequías. De igual forma son muy numerosas las granjas avícolas y las haciendas de ganado bovino y porcino. En el área del golfo existen yacimientos de gas natural de gran potencial, por ello toda su plataforma continental es considerada como de prospección petrolera.

### Áreas protegidas

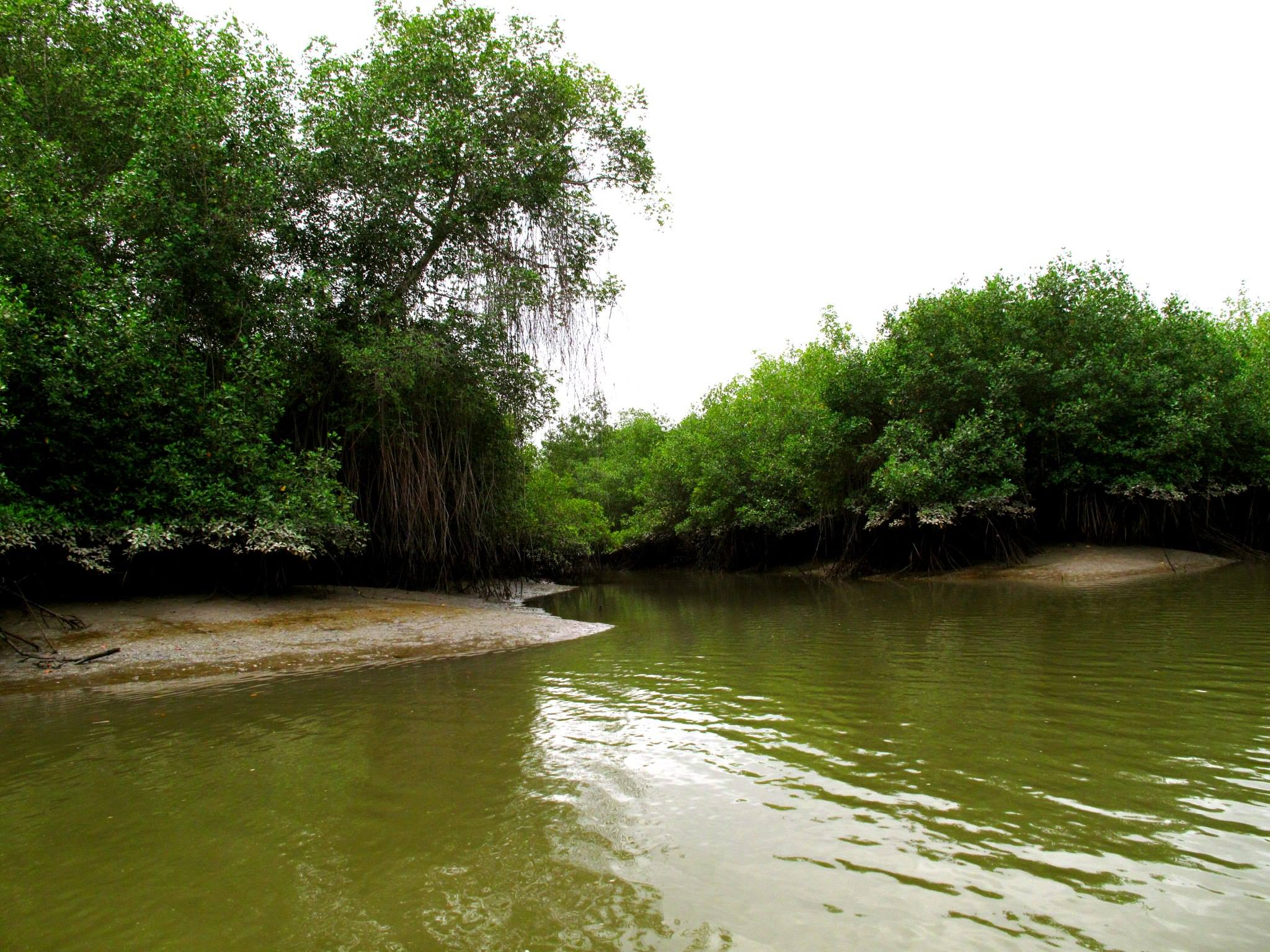
Reserva Ecológica Manglares Churute

En los alrededores de la ciudad de Guayaquil, a una distancia no mayor de tres horas, se hallan algunos parques, reservas y bosques protectores que integran el Sistema Nacional de Áreas Protegidas del Ecuador:
- Reserva ecológica Manglares Churute, a una hora por la vía a Naranjal.
- Reserva de Producción Faunística Manglares El Salado.
- Bosque protector Cerro Blanco, dentro del perímetro urbano de la ciudad, en el kilómetro 16 de la carretera Guayaquil - Salinas.
- Área nacional de recreación Parque Lago, se encuentra en el km. 26 de la carretera Guayaquil - Salinas.
- Área Nacional de Recreación Samanes, ubicado dentro del perímetro urbano de la ciudad.
- Bosque protector Cerro Colorado con el jardín botánico de Guayaquil, ubicado dentro del perímetro urbano de la ciudad.
- Bosque protector Cerro Paraíso, ubicado dentro del perímetro urbano de la ciudad.
- Bosque protector Bosqueira
- Bosque protector Prosperina, ubicado dentro del perímetro urbano de la ciudad.
- Bosque protector Sendero de Palo Santo, ubicado dentro del perímetro urbano de la ciudad.
- Bosque protector Papagayo
- Reserva de Producción de Fauna Manglares El Salado, ubicado al noreste del estuario del golfo de Guayaquil

### Clima
El clima de Guayaquil es el resultado de la combinación de varios factores. Por su ubicación en plena zona ecuatorial, la ciudad tiene una temperatura cálida durante casi todo el año. No obstante, su proximidad al Océano Pacífico hace que las corrientes de Humboldt (fría) y de El Niño (cálida) marquen dos períodos climáticos bien diferenciados. Una temporada húmeda y lluviosa (período en el que ocurre el 97% de la precipitación anual) que se extiende enero a mayo (corresponde al verano austral); y la temporada seca que va desde junio a diciembre (que corresponde al invierno austral).
Según la clasificación climática de Köppen, el clima de Guayaquil es del subtipo tropical de sabana (microclima Aw).

Debido a que se ubica en plena zona ecuatorial, la ciudad tiene temperaturas cálidas durante todo el año, aunque el calor más sofocante se ubica entre enero y mayo. Si bien en estos meses la temperatura real no es extremadamente alta, la humedad hace que la sensación térmica se eleve hacia los 40° o más.
| Parámetros climáticos promedio de Guayaquil, Ecuador | Parámetros climáticos promedio de Guayaquil, Ecuador | Parámetros climáticos promedio de Guayaquil, Ecuador | Parámetros climáticos promedio de Guayaquil, Ecuador | Parámetros climáticos promedio de Guayaquil, Ecuador | Parámetros climáticos promedio de Guayaquil, Ecuador | Parámetros climáticos promedio de Guayaquil, Ecuador | Parámetros climáticos promedio de Guayaquil, Ecuador | Parámetros climáticos promedio de Guayaquil, Ecuador | Parámetros climáticos promedio de Guayaquil, Ecuador | Parámetros climáticos promedio de Guayaquil, Ecuador | Parámetros climáticos promedio de Guayaquil, Ecuador | Parámetros climáticos promedio de Guayaquil, Ecuador | Parámetros climáticos promedio de Guayaquil, Ecuador |
| Mes                                                  | Ene.                                                 | Feb.                                                 | Mar.                                                 | Abr.                                                 | May.                                                 | Jun.                                                 | Jul.                                                 | Ago.                                                 | Sep.                                                 | Oct.                                                 | Nov.                                                 | Dic.                                                 | Anual                                                |
| ---------------------------------------------------- | ---------------------------------------------------- | ---------------------------------------------------- | ---------------------------------------------------- | ---------------------------------------------------- | ---------------------------------------------------- | ---------------------------------------------------- | ---------------------------------------------------- | ---------------------------------------------------- | ---------------------------------------------------- | ---------------------------------------------------- | ---------------------------------------------------- | ---------------------------------------------------- | ---------------------------------------------------- |
| Temp. máx. abs. (°C)                                 | 37.2                                                 | 35.4                                                 | 37.3                                                 | 35.8                                                 | 35.2                                                 | 35.0                                                 | 34.1                                                 | 34.7                                                 | 34.4                                                 | 35.1                                                 | 35.4                                                 | 36.7                                                 | 37.3                                                 |
| Temp. máx. media (°C)                                | 31.2                                                 | 31.2                                                 | 32.2                                                 | 32.0                                                 | 31.2                                                 | 29.8                                                 | 29.1                                                 | 29.7                                                 | 30.5                                                 | 30.2                                                 | 31.1                                                 | 31.8                                                 | 30.8                                                 |
| Temp. media (°C)                                     | 27.1                                                 | 27.3                                                 | 28.0                                                 | 27.8                                                 | 26.9                                                 | 25.7                                                 | 25.0                                                 | 25.2                                                 | 25.5                                                 | 25.6                                                 | 26.2                                                 | 27.1                                                 | 26.5                                                 |
| Temp. mín. media (°C)                                | 23.0                                                 | 23.4                                                 | 23.7                                                 | 23.5                                                 | 22.6                                                 | 21.5                                                 | 20.8                                                 | 20.7                                                 | 20.5                                                 | 20.9                                                 | 21.3                                                 | 22.4                                                 | 22.0                                                 |
| Temp. mín. abs. (°C)                                 | 20.0                                                 | 15.8                                                 | 19.9                                                 | 19.4                                                 | 18.5                                                 | 17.6                                                 | 17.0                                                 | 17.2                                                 | 17.2                                                 | 17.8                                                 | 17.0                                                 | 18.0                                                 | 15.8                                                 |
| Precipitación total (mm)                             | 200.7                                                | 332.0                                                | 315.7                                                | 207.2                                                | 62.6                                                 | 34.0                                                 | 15.6                                                 | 1.2                                                  | 1.5                                                  | 5.6                                                  | 29.1                                                 | 68.0                                                 | 1273.2                                               |
| Días de precipitaciones (≥ 1.0 mm)                   | 19                                                   | 22                                                   | 21                                                   | 17                                                   | 10                                                   | 5                                                    | 3                                                    | 2                                                    | 2                                                    | 3                                                    | 4                                                    | 9                                                    | 117                                                  |
| Horas de sol                                         | 102.3                                                | 101.7                                                | 139.5                                                | 150.0                                                | 167.4                                                | 123.0                                                | 127.1                                                | 133.3                                                | 144.0                                                | 136.4                                                | 120.0                                                | 136.4                                                | 1581.1                                               |
| Humedad relativa (%)                                 | 76                                                   | 81                                                   | 80                                                   | 79                                                   | 78                                                   | 77                                                   | 76                                                   | 75                                                   | 74                                                   | 73                                                   | 72                                                   | 70                                                   | 75.9                                                 |
| Fuente n.º 1: World Meteorological Organization      |                                                      |                                                      |                                                      |                                                      |                                                      |                                                      |                                                      |                                                      |                                                      |                                                      |                                                      |                                                      |                                                      |
| Fuente n.º 2: NOAA                                   |                                                      |                                                      |                                                      |                                                      |                                                      |                                                      |                                                      |                                                      |                                                      |                                                      |                                                      |                                                      |                                                      |

### Ambiente

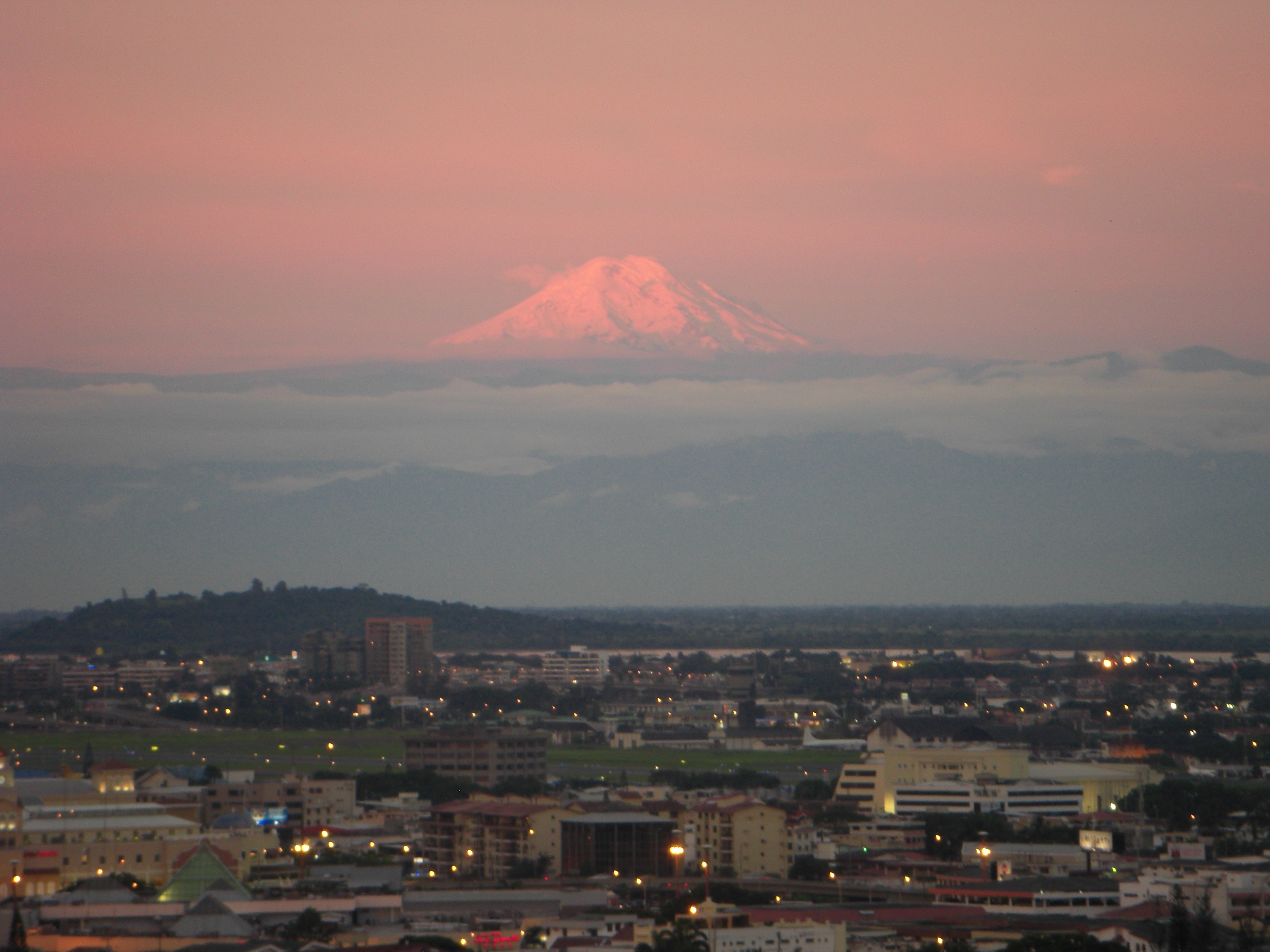
Cuando el cielo está despejado, el volcán Chimborazo, con una elevación de 6268 metros sobre el nivel del mar, puede ser visto a 145 kilómetros de distancia, desde Guayaquil.

La ciudad está rodeada por bosques naturales, al oeste en la región costera, se extienden miles de hectáreas de Manglares, que constituyen la Reserva de Producción Faunística Manglares El Salado con grandes árboles de la costa del país con raíces sobre el mar. La isla Santay, frente a la ciudad, es un Área Nacional de Recreación. Los Manglares de Puerto Hondo, que son parte de la Reserva de Producción Faunística Manglares El Salado, para conservar el ecosistema del manglar en esta área, está dirigido por un club ecológico, que ofrece la posibilidad de hacer ecoturismo.
Al norte está el cerro Azul, que es la extensión de la cordillera "Chongón Colonche", con remanentes de bosques naturales; al este de la ciudad, se extienden grandes zonas agrícolas y bosques, establecidos en las riberas de los ríos que bajan de la cordillera de los Andes, hasta formar el río Guayas.
El área protegida de Cerro Blanco en la cordillera Chongón Colonche, declarado como Bosque Protector por decreto gubernamental y administrada por la fundación Pro-Bosque, protege las áreas de bosque tropical seco del Ecuador con una biodiversidad local, incluyendo varios tipos de animales, el jaguar, puma, mono aullador, venado de cola blanca, saíno, coatimundi, mapache come cangrejos y otros; se puede observar pájaros, con 211 especies incluyendo a 22 especies de aves de presa y una pequeña población de Great Green Macow, protegidos por el gobierno y donde se prohíbe la cacería. Las facilidades del bosque Cerro Blanco incluyen un museo anfiteatro al aire libre, cuatro senderos naturales, áreas de pícnic y camping, y un centro de reproducción en cautiverio del Great Green Macow. Durante los meses de invierno, de enero a mayo, la vista del cerro es totalmente verde y la abundancia de agua permite la reproducción de las aves y animales que viven en su medio ambiente natural. De junio a diciembre, es la estación de verano, el color de las hojas cambia a rojo marrón y los árboles florecen.
La ciudad tiene una buena calidad de aire por estar rodeada de todas estas reservas naturales, que permanentemente suministran aire limpio a la ciudad y por el viento que viene del mar durante todo el año; recientemente se registran algunos niveles de contaminación ambiental por la generación de energía eléctrica y el parque automotor, transporte de buses y vehículos privados, que aumenta cada año, pero que es absorbida y compensada por los bosques que rodean a la ciudad.
Guayaquil tiene un jardín botánico con más de 324 especies vegetales de la región, que pueden ser observadas en su hábitat natural, árboles madereros, árboles frutales, plantas ornamentales y exóticas. También se puede observar 73 especies de aves y 60 especies de mariposas, durante todo el año, con tres exposiciones permanentes: Orquídeas (más de 50 especies), Valdivia (minerales, rocas y piedras preciosas) y platas medicinales en conjunto con un jardín familiar.
La ciudad de Guayaquil se encuentra actualmente encaminada dentro de la nueva situación mundial en el contexto de la globalización, la administración municipal está comprometida con los objetivos del milenio de la ONU y el ambiente de la cumbre del Clima del Acuerdo de París del año 2015, para lo cual está realizando una serie de acciones orientadas a mejorar el medio ambiente, reducir la contaminación ambiental, mejorar el manejo del agua, y extender los vínculos entre ciudades del mundo a través convenios de hermandad para crear una "Red Global de Ciudades" que permitan intercambios de experiencias entre las mismas, el desarrollo de actividades comerciales, industriales, turísticas y culturales, así como la de las soluciones aplicadas a los diferentes problemas urbanos tales como transporte público, contaminación, seguridad ciudadana, servicios básicos, entre otras.

## Economía
Guayaquil es una ciudad de amplia actividad comercial. La revista América Economía en su edición de abril de 2002, incluyó el ranking 2003 de las ciudades de América, del que se destaca la aparición de Guayaquil en el primer puesto entre las ciudades que prestan mayores facilidades para emprender negocios (ciudades emprendedoras) alcanzando un índice de 3,88 ubicándose antes de Monterrey (5,34), São Paulo (4,56), Santiago (4,45), Bogotá (4,40) y México, D. F. (4,26).
La actividad comercial y los beneficios que brindan se ven también a nivel corporativo, las oportunidades del sector privado al desarrollar modelos de negocios que generen valor económico, ambiental y social, están reflejadas en el desarrollo de nuevas estructuras y edificaciones, la inversión privada en Guayaquil ha formado parte en el proceso del crecimiento de la ciudad, los proyectos inmobiliarios, urbanizaciones privadas, y centros de negocios y oficinas, han ido en aumento, convirtiendo a la ciudad en un punto estratégico y atractivo para hacer negocios en el Ecuador.
La ciudad de Guayaquil ha sido desde la época colonial un importante centro de comercio en la región. Los principales ingresos de los guayaquileños son el comercio, los negocios, la agricultura y la acuicultura.
Guayaquil mantiene una infraestructura de importaciones y exportaciones de productos con estándares internacionales. Entre sus principales puentes de comercio están: el Puerto Marítimo, principal del Ecuador y uno de los de mayor afluencia naviera en las costas del Pacífico; y el Aeropuerto Internacional José Joaquín de Olmedo. Adicionalmente, cuenta con una infraestructura de carreteras y vías a otras ciudades y provincias, consideradas las mejores del país.
El proyecto de regeneración urbana busca como principal objetivo, por medio de regeneraciones de los cascos comerciales, el incremento de las plusvalías prediales. Estos proyectos impulsados en la ciudad por parte de las últimas alcaldías han logrado este objetivo tras invertir grandes sumas de dinero. La actual administración municipal tiene como meta convertir a Guayaquil en un lugar para el turismo internacional de primera clase y de negocios multinacionales.
Guayaquil, la ciudad con mayor influencia sobre el PIB en Guayas y del Ecuador, tiene una oferta urbanística por la vía a la costa, a Daule y a Samborondón que crece. Mientras que los productores de camarón, banano, cacao, café, y arroz se han beneficiado de un precio mayor. De acuerdo con el último estudio, efectuado por el Banco Central del Ecuador De acuerdo a las cifras de las Cuentas Nacionales Anuales del BCE, Guayas ocupó en 2022 el primer lugar en aporte a la economía de Ecuador, con 34.317 millones de dólares, cifra que representa el 30 % del Producto Interno Bruto (PIB) del país.
Le sigue Pichincha con $28.591 millones, representando el 25%. Orellana se posiciona tercera gracias a la producción petrolera en el Oriente, aportando $7.188 millones.
La actividad comercial y los beneficios que brindan se ven también a nivel corporativo, las oportunidades del sector privado al desarrollar modelos de negocios que generen valor económico, ambiental y social, están reflejadas en el desarrollo de nuevas estructuras y edificaciones, la inversión privada en Guayaquil ha formado parte en el proceso del crecimiento de la ciudad, los proyectos inmobiliarios, urbanizaciones privadas, y centros de negocios y oficinas, han ido en aumento, convirtiendo a la ciudad en un punto estratégico y atractivo para hacer negocios en el Ecuador.
| Bloque de edificios de Ciudad del Sol, Grupo Nobis                                |                                |
| Indicadores económicos                                                            |                                |
| Categoría                                                                         | Datos                          |
| PIB: (Prev. 2009)                                                                 | $ 61 106 (millones de dólares) |
| PIB: (Prev. 2009)                                                                 | $ 70 572 (millones de dólares) |
| Tasa de interés activa: (octubre de 2009)                                         | 9,19%                          |
| Tasa de interés pasiva: (octubre de 2016)                                         | 2,44%                          |
| Tasa de desempleo: (junio de 2016)                                                | 3,34%                          |
| Inflación anual: (octubre de 2016/octubre de 2016)                                | 0,90%                          |
| Inflación mensual: (octubre de 2016)                                              | 0,24%                          |
| Inflación acumulada: (enero a octubre de 2016)                                    | 0,37%                          |
| Riesgo país: (septiembre de 2016)                                                 | 183 puntos                     |
| Precio barril del petróleo: (WTI 2 de octubre de 2009)                            | US$ 110,09                     |
| Datos tomados de Cámara de Comercio de Guayaquil Fuente Banco Central del Ecuador |                                |

### Comercio

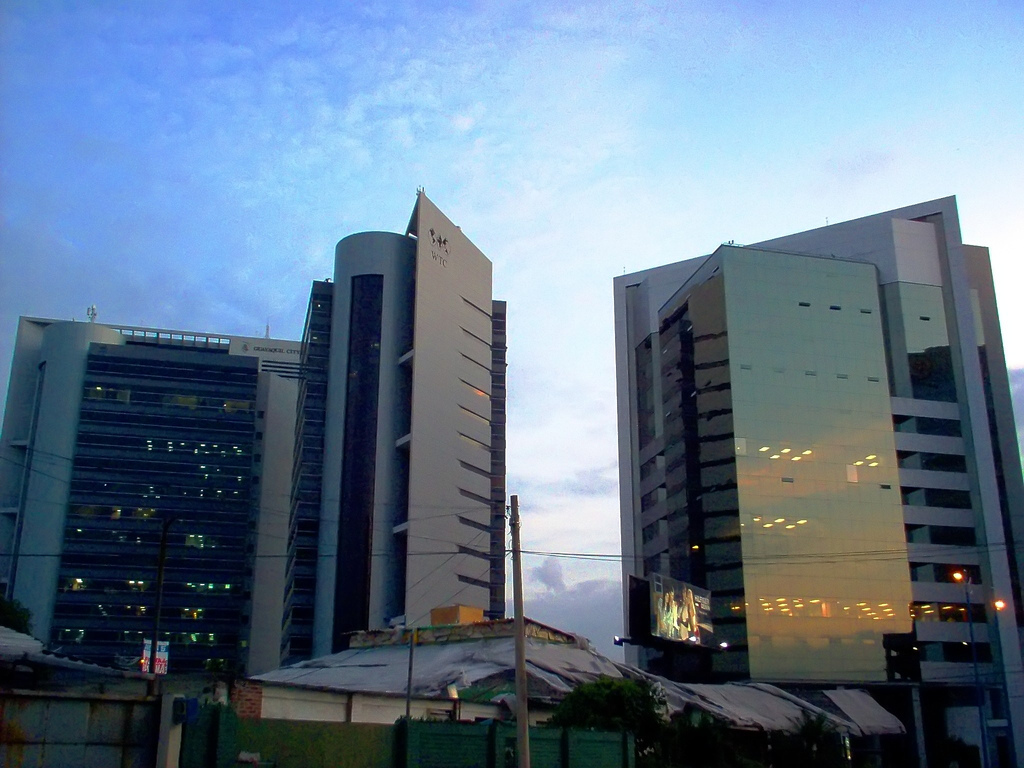
World Trade Center Guayaquil.

La ciudad es sede del 39% de las 1000 compañías más importantes del Ecuador. De dicho grupo de empresas, las compañías guayaquileñas representan el 35% de activos, 37% de patrimonio y el 39% de los ingresos. Así mismo, el total de ventas de las empresas guayaquileñas representan el 36% de este grupo.
El comercio aportó con 1028 millones de dólares. La construcción también ha tenido un efecto multiplicador en la economía. Durante la época de la colonia Guayaquil siempre ocupó un lugar primordial. En sus astilleros se construían embarcaciones con las famosas maderas de sus inmediaciones como guayacán, mangle, balsa, laurel, y otras, llegando a convertirse en Astillero Real de la Corona Española.
Actualmente Guayaquil es el puerto marítimo más importante del país, donde llegan embarcaciones de todas partes del mundo. El 83% de todas las importaciones y el 70% del total de las exportaciones se movilizan a través de las instalaciones portuarias que se encuentran al sur de la ciudad. 
El negocio accionario ecuatoriano es todavía incipiente en las dos bolsas del país, tanto la de Quito como la de Guayaquil. La Bolsa de Valores de Guayaquil, manejó un monto transado durante los primeros diez meses del año 2007 de 1583 millones de dólares. En la actualidad solo 110 empresas ecuatorianas administran sus inversiones en el mercado accionario. Aun cuando obtener financiamiento en este sector es más económico, la poca predisposición de las compañías a abrir finanzas las detiene. Entre enero y octubre de 2005, la Bolsa de Valores de Guayaquil registró un monto de negocio de 1583 millones.
- La Cámara de Comercio de Guayaquil, es el ente gremial más antiguo del Ecuador, fue fundada para servir al interés gremial de sus afiliados, al desarrollo de sus actividades comerciales y empresariales, dentro del marco de las leyes de la nación.

- La Cámara de la pequeña Industria del Guayas, es una organización no gubernamental con sede en Guayaquil, agrupa y representa a las pequeñas y medianas empresas de la provincia del Guayas, busca la generación y apoyo a la producción sostenible y sustentable de bienes y servicios en la provincia del Guayas, a través de la creación y consolidación de unidades de producción, comercio o servicios, liderando su desarrollo empresarial por medio de, apoyo empresarial, promoción comercial y servicios financieros.

- La Cámara de Industrias, es una institución sin fines de lucro, constituida y organizada por los productores industriales radicados en Guayaquil y su zona de influencia, apoya el desarrollo socioeconómico de la ciudad.

### Turismo

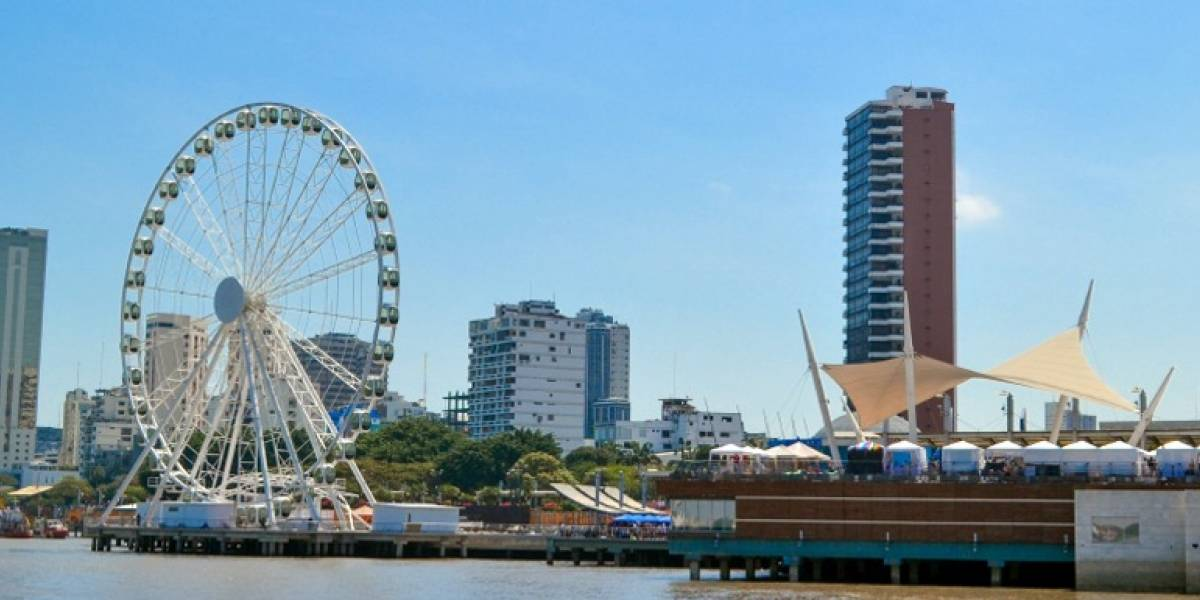
Vista de La Perla desde el Malecón 2000

A lo largo de los años ha continuado con su tradición comercial, y actualmente en un proceso fundamentalmente económico, apuesta al turismo, reflejándose en los cambios en el ornato de la ciudad, con un mejoramiento en la autoestima de los ciudadanos, ha sido un proceso que ha tomado años, desde las dos últimas administraciones municipales. Guayaquil se ha desarrollado de este modo en un destino turístico nacional e internacional, siendo sede de ferias y eventos internacionales. Su ubicación geográfica la convierte en la puerta de entrada a otros destinos populares, como las Islas Galápagos o las playas de la costa
La zona del centro de la ciudad de Guayaquil es uno de los lugares más importantes para el turismo nacional y extranjero, ya que es la más antigua y colonial. La zona del Malecón Simón Bolívar es de gran interés turístico y es cercana al centro. The Point, ubicado en el área del Puerto Santa Ana, es el edificio más grande de Guayaquil y del país. El barrio "Las Peñas" es otro sitio de interés, cuenta con 444 escalones aproximadamente y termina con un Mirador donde se puede apreciar la vista de la ciudad.
Guayaquil, destino turístico de moda en el 2022, El sitio de reservas de viajes Kayak dio a conocer los cinco destinos turísticos de moda para visitar en el año 2022, según un aumento de búsqueda de vuelos hacia esos lugares en los últimos meses. Guayaquil está entre los destinos que más interés despierta en la plataforma.
En el primer lugar se ubican las pirámides de Giza en El Cairo, la capital de Egipto. Le sigue Estambul (Turquía), que destaca por las cúpulas de la Mezquita Azul a orillas del río Bósforo. Salt Lake, en Utah (Estados Unidos) con sus picos nevados, y Dubái, en los Emiratos Árabes Unidos, completan el top cuatro.
Guayaquil se ubica en el quinto puesto como “un lugar original y fotogénico” con diversos atractivos, desplazando a destinos con mucha más tradición en Latinoamérica como Cancún (México), Cuzco (Perú) o Río de Janeiro Brasil (Brasil), según destacó un reporte de la cadena internacional CNN.
La revista Latin Trade, en su artículo de portada «Mejor de América Latina» incluye a la ciudad de Guayaquil como la ciudad más destacada en 5 categorías: Mejor Hotel para Ejecutivos, Mejor Salida (entretenimiento), Mejor Agencia de Alquiler de Autos, Mejor Agencia de Viajes y Mejor Restaurante para Ejecutivos.
Su ubicación geográfica la coloca como la puerta de entrada a las Islas Galápagos. Guayaquil debido a los servicios y lugares turísticos que tiene la ciudad, ha ganado en 25 ocasiones los premios de los World Travel Adwards.  como ciudad líder en diferentes categorías, siendo la ciudad que más premios World Travel Adwards ha obtenido en el Ecuador  como ciudad ,seguido de Quito 12 premios y Cuenca 3 premios.                                                                                                                                                                                                                                                                                                                                                                                                       
Guayaquil es una ciudad en donde se ofrecen varios tipos de actividades y eventos. Además de excursiones o tours: tours de compras en centros comerciales, tours gastronómicos, tours religiosos, o tours en haciendas agroturísticas. Una buena alternativa de conocer la ciudad son los tours gratuitos que se ofrecen a través de la municipalidad de Guayaquil. O también alguno de los tours autoguiados que se ofrecen para conocer la urbe porteña.También se ofrecen mapas para conocer la ciudad, uno de ellos es un mapa digital que se puede descargar y usarlo para visitar los lugares turísticos que tiene la urbe porteña.  
Uno de los lugares más significativos para los turistas, es el Malecón 2000, llamado así debido al nombre de la Fundación que ejecutó la obra. El nombre original es Malecón Simón Bolívar. Esta obra es un proyecto de regeneración urbana del antiguo malecón. Con 2,5 km de extensión ofrece a sus visitantes, además de seguridad, grandes monumentos de la historia de la ciudad, museos, jardines, fuentes, miradores, centros comerciales, restaurantes, bares, patios de comida, el primer cine IMAX del Ecuador, muelles, desde donde se puede abordar embarcaciones para realizar paseos diurnos y nocturnos por el río Guayas.
Según estudios realizados por la Empresa Pública Municipal de Turismo, Promoción Cívica y Relaciones Internacionales, el 54 % de los turistas que llegan a Guayaquil son extranjeros y el 98 % de los turistas recomiendan a la ciudad como un destino turístico.

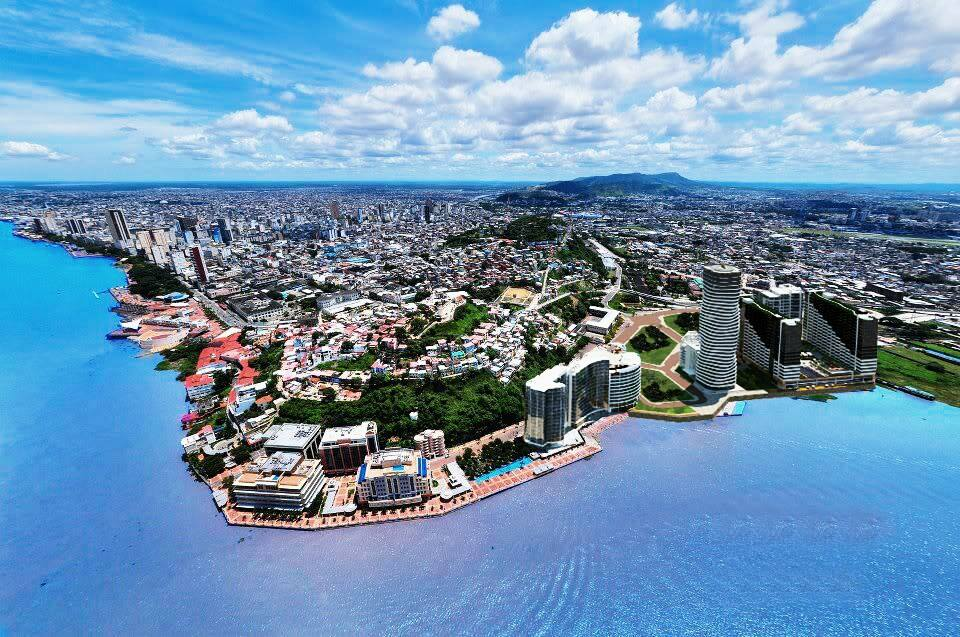
Vista parcial de Guayaquil desde el aire.

- En el Malecón del Salado se puede disfrutar en familia de paseos por el estero en pequeñas embarcaciones y admirar la flora y fauna del estero; además se encuentran discotecas, restaurantes, y bares.[80]

- Las Peñas es el barrio más antiguo de Guayaquil. En los últimos años se ha transformado para pasar a ser una de las principales atracciones de la ciudad. [81]

- Puerto Santa Ana: es un megaproyecto arquitectónico parecido al Coconut Walk de Miami o al Puerto Madero de Argentina, es un lugar residencial, comercial y potencialmente turístico que cuenta con varios edificios de construcción contemporánea y departamentos lujosos. Su primera etapa fue inaugurada en el 2007, actualmente se ha extendido a la 3 etapa y cuarta etapa un proyecto de 42 hectáreas ,donde se están construyendo los primeros rascacielos del Ecuador.[82]

Solo a pocos metros de distancia de las Peñas y el cerro Santa Ana, se encuentra el Mercado Artesanal de Guayaquil (MAG), el cual fue creado en 1982 y desde aquel momento ha reunido bajo un solo techo, el arte, las culturas y artesanías de las 4 regiones de Ecuador. Es el mercado de artesanías más antiguo de la provincia con más de 100 artesanos de la costa, sierra y Amazonía. 
- Parque Histórico de Guayaquil: ubicado fuera del perímetro urbano. El lugar tiene un bosque de manglar que puede ser recorrido por los visitantes a través de un sendero de madera. En el manglar existen 28 especies de animales en cautiverio, entre ellas el venado de cola blanca, el mapache, el pecarí. También hay tigrillos, perezosos, monos y cocodrilos. Esto sumando a los pericos, águila arpía y papagayos. El sitio también cuenta con una réplica del Guayaquil Antiguo, algunas de las edificaciones son originales y fueron transportadas al parque. En parque se puede descubrir la fauna principal y la historia no solo de la ciudad sino también de la antigua provincia.[83]

- Área nacional de recreación Parque Lago: km 25, vía a la Costa, que es un lago artificial con más de 2 500 000 m³ de agua (embalse) y donde se puede practicar deportes acuáticos como kayak, remo en bote, pesca de orilla, pesca submarina, buceo, snorkel, etc. y otros deportes y actividades como ciclismo, camping, pícnics y disfrutar de la naturaleza.[84]

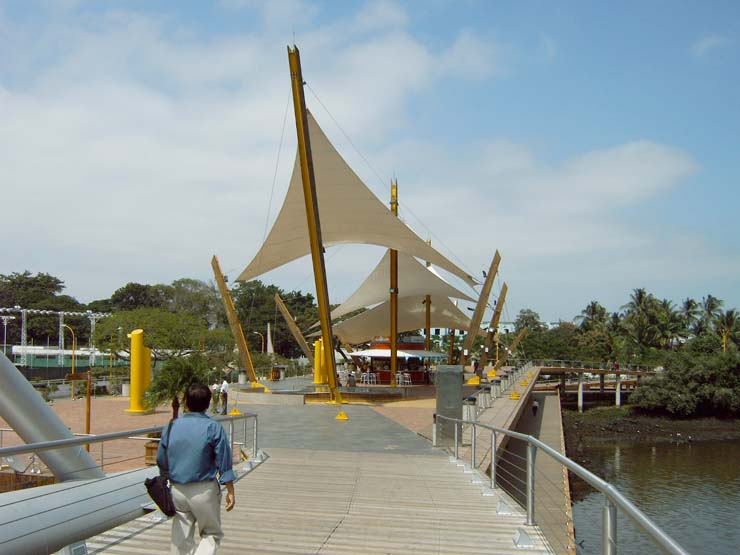
Malecón del Salado

- Puerto Hondo: sitio turístico para disfrutar la flora y fauna (reserva de manglar) y practicar deportes acuáticos como natación, remo en bote, kayak, etc. Tiene una playa y servicio de comida típica y tradicional.

- Bosque protector Cerro Blanco: km 16, vía a la costa. Se puede admirar flora y fauna de bosque seco, se disfruta del turismo de aventura en una reserva ecológica con posibilidad de acampada de un día a otro.

- Cerro Santa Ana: está ubicado al noreste de la ciudad, junto al barrio Las Peñas y pocos metros del Malecón. Es el lugar donde se originó Guayaquil. Es colorido y visitarlo resulta placentero, ya que hay que subir 456 escalones, hasta llegar a su cima, donde se observa el norte de Guayaquil. El cerro está lleno de cafeterías, bares, tiendas de artesanías, etc. [85]

- Parque Seminario: se encuentra ubicado en el sector Rocafuerte en el centro de la ciudad. En este parque se puede apreciar un monumento a Simón Bolívar, así como también una gran variedad de iguanas verdes. El parque Seminario linda por el norte con la calle Clemente Ballén y Millán, por el sur con la calle 10 de Agosto, por el este con la calle Chile y por el oeste con la calle Chimborazo, la cual fue regenerada para el uso específico de peatones, ya que conecta el parque con la Catedral de Guayaquil.[86]

- Plaza de Santo Domingo: está ubicada frente a la iglesia que entrega su nombre, en donde fenece la calle de Rocafuerte junto a la meseta entre los cerros de Santa Ana y del Carmen.

- Catedral metropolitana de Guayaquil: se encuentra en pleno centro de Guayaquil, fue construida entre los 1547, cuenta con hermosas torres estilo semi gótico, fue la iglesia matriz a mediados del siglo XVI. Originalmente la catedral fue construida de madera, durante 1590 la edificación se encontraba sobre el cerro Santa Ana, junto a la Casa del Cabildo y la plaza de Armas, luego el templo fue destruido por un pavoroso incendio en 1692.[87]

- Parque Samanes: Se encuentra ubicado al norte de la ciudad, precisamente en el sector de los Samanes. Es el tercer parque más grande de Latinoamérica, ya que se extiende desde el Río Guayas hasta la Vía a Daule con aproximadamente 851 hectáreas. Es un parque recreativo que tienes gran cantidad de canchas de fútbol, tenis, básquet y balonmano; además posee área de lagunas y una zona de conciertos con capacidad de 10 000 personas. En este parque se construyó un estadio que se lo llamó en honor del fallecido futbolista Christian Benítez Betancourt, con una capacidad de 8000 personas. En este estadio juega de local el Guayaquil City Fútbol Club de la Serie A del fútbol ecuatoriano.

- Deportes extremos: cerca de Guayaquil se encuentran pequeños pueblos rodeados de mucha naturaleza ideal para la práctica de deportes extremos y actividades al aire libre. El Canyoning o barranquismo que consiste en descender por cañones o cascadas es uno de los más practicados por turistas que llegan a Guayaquil y que buscan algo de aventura cerca, también el balsismo y el tubing que consiste en navegar por ríos de aguas rápidas es otro deporte de aventura al aire libre muy practicado.

## Transporte

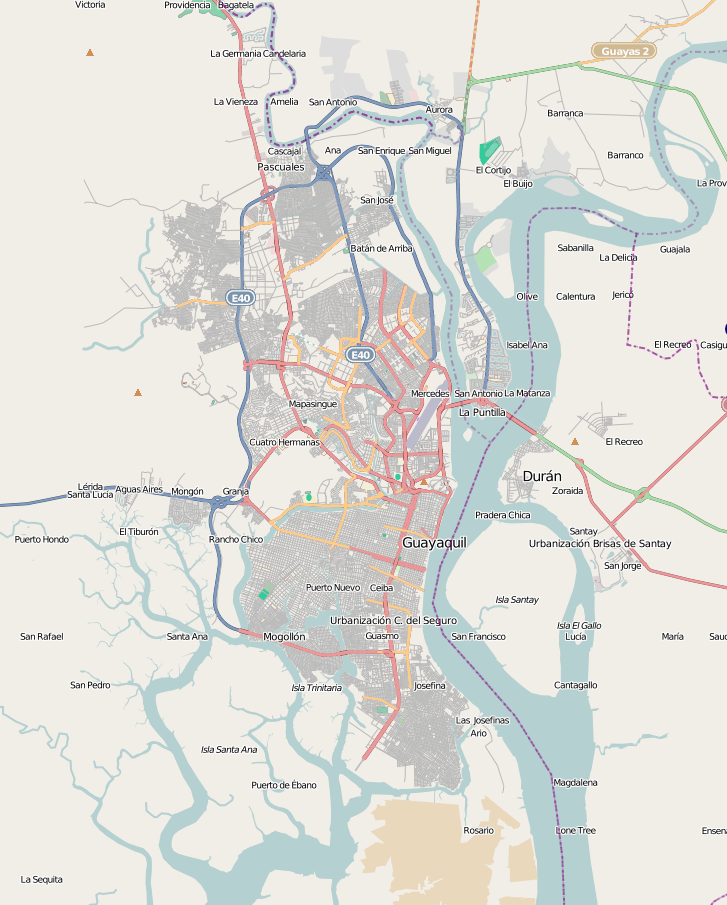
Mapa vial de Guayaquil.

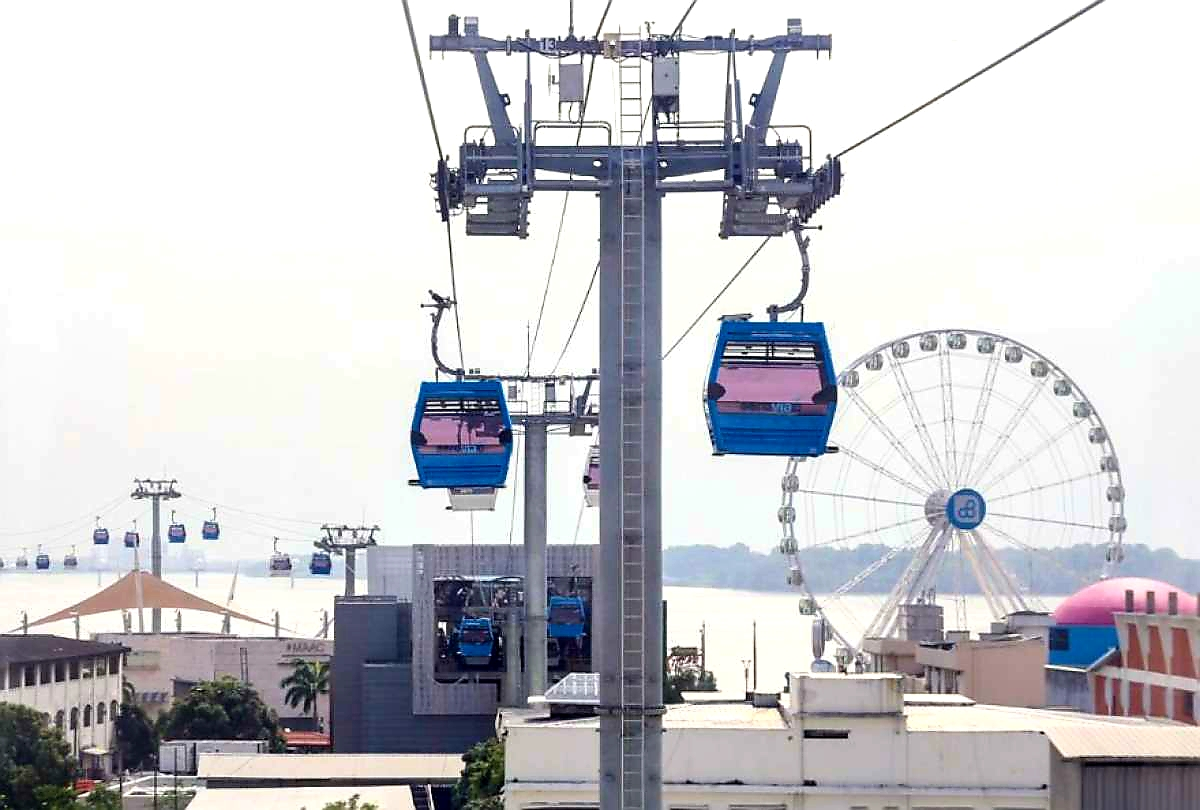
Aerovía Transpote Aerosuspendido

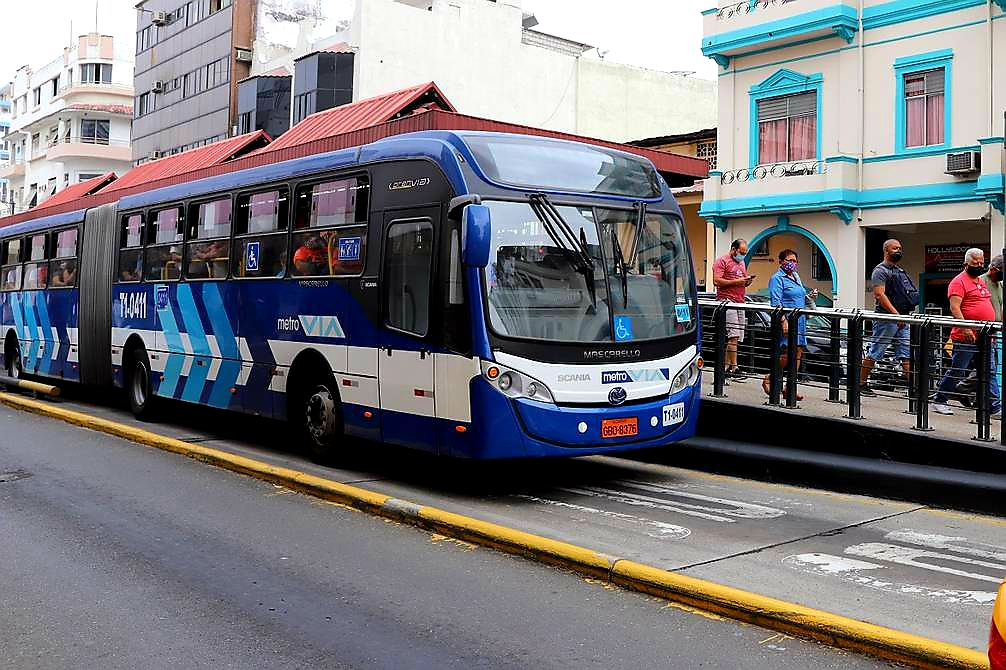
Metrovía Transporte masivo de la ciudad

Transporte Aéreo: Guayaquil cuenta con el Aeropuerto Internacional José Joaquín de Olmedo considerado mejor aeropuerto de América Latina y el Caribe por el Consejo Internacional de Aeropuertos (ACI). terminal que maneja flujos nacionales e internacionales de alrededor de 7,5 millones de pasajeros al año.
Transporte marítimo: Existen varios puertos marítimos públicos como: El Terminal Portuario de Guayaquil (TPG), el puerto de aguas profundas de Posorja; y así como varios puertos privados. El movimiento portuario en Guayaquil (APG, terminales privados) en el 2018 fue de 2,064,281 TEU ubicándose en el puesto 7 en la lista de actividad portuaria de América Latina y el Caribe. Aunque actualmente se gestionan varios proyectos de transporte fluvial a gran escala, actualmente el transporte fluvial de pasajeros solo existe para el turismo. 
Transporte terrestre: La ciudad, al estar bordeada por ríos y atravesada por esteros, tiene una necesidad vial de puentes para la libre circulación dentro de la urbe, así como también para comunicarse con el resto del país. El puente de la Unidad Nacional (PUN), también conocido por Rafael Mendoza Avilés, conecta a Guayaquil con la ciudad de Durán, y por ende, con el resto del país, convirtiéndose en la principal puerta de entrada a Guayaquil por vía terrestre desde el año de su inauguración en 1970; aunque en realidad sean dos puentes, el primero sobre el río Daule conectando a Guayaquil con Samborondón, y el otro sobre el río Babahoyo conectando a Samborondón con Durán. Al norte también se encuentra otro puente aunque de menor tamaño con el nombre de puente Alterno Norte (PAN), creado específicamente para descongestionar el PUN.
Transporte urbano: El transporte público es el principal medio transporte de los guayaquileños. Se estima que en la ciudad operan alrededor de 17.000 unidades de transporte público, entre las cuales están contabilizados colectivos, taxis, expresos, y tricimotos.
La Fundación Municipal Transporte Masivo Urbano de Guayaquil, es una persona jurídica de derecho privado y sin fines de lucro con el objeto de impulsar permanentemente, así como administrar y regular en forma coordinada el Sistema Integrado de Transporte Urbano Masivo de Guayaquil - “Sistema METROVIA”, conformado por las rutas, terminales, paradas, infraestructura y equipos incorporados al referido Sistema. Fue constituida con la denominación de “Fundación Transporte Masivo Urbano de Guayaquil” mediante el Acuerdo Ministerial n.º 0220, de fecha 25 de marzo de 2004, emitida por el ministro de Gobierno, Cultos, Policía y Municipalidades, cambiando a su denominación actual, mediante el Acuerdo Ministerial n.º 0093, de fecha 17 de mayo de 2005, emitida por el mismo Ministerio.
El sistema de autobuses de tránsito rápido Metrovía es actualmente uno los medios más utilizados en el transporte público y fue fundado el 30 de julio de 2006. La Metrovía tiene 3 troncales habilitadas y se encuentra en proyecto la creación de 4 troncales más para cubrir la demanda de transporte en varios sectores de la urbe.
Desde 2019, la Troncal 1 cuenta con 30 nuevos articulados, de los cuales 10 tienen aire acondicionado. 
Se encuentra en construcción la Troncal 4 de la Metrovía, la ruta recorrerá desde la zona céntrica de la ciudad hasta el suburbio. Así mismo, estará integrada con las líneas 1,2 y 3 para la facilidad en la movilización de los usuarios.
Transporte aerosuspendido Aerovía: Desde el 21 de diciembre del 2020, entró en operaciones el sistema de transportación masivo aerosuspendido Aerovía (Guayaquil), con 154 cabinas que conecta Guayaquil con Durán y la cual movilizará hasta 40 000 usuarios por día en tan solo 17 minutos. 
Conexiones Aerovía y Metrovía
La Aerovía se encuentra conectada con las líneas 1 y 2 de la Metrovía, respectivamente la estación Cuatro Mosqueteros con la parada Las Peñas - Troncal 1 y la estación parque del Centenario, con la parada parque del Centenario - Troncal 2.

## Medios de comunicación

### Prensa escrita

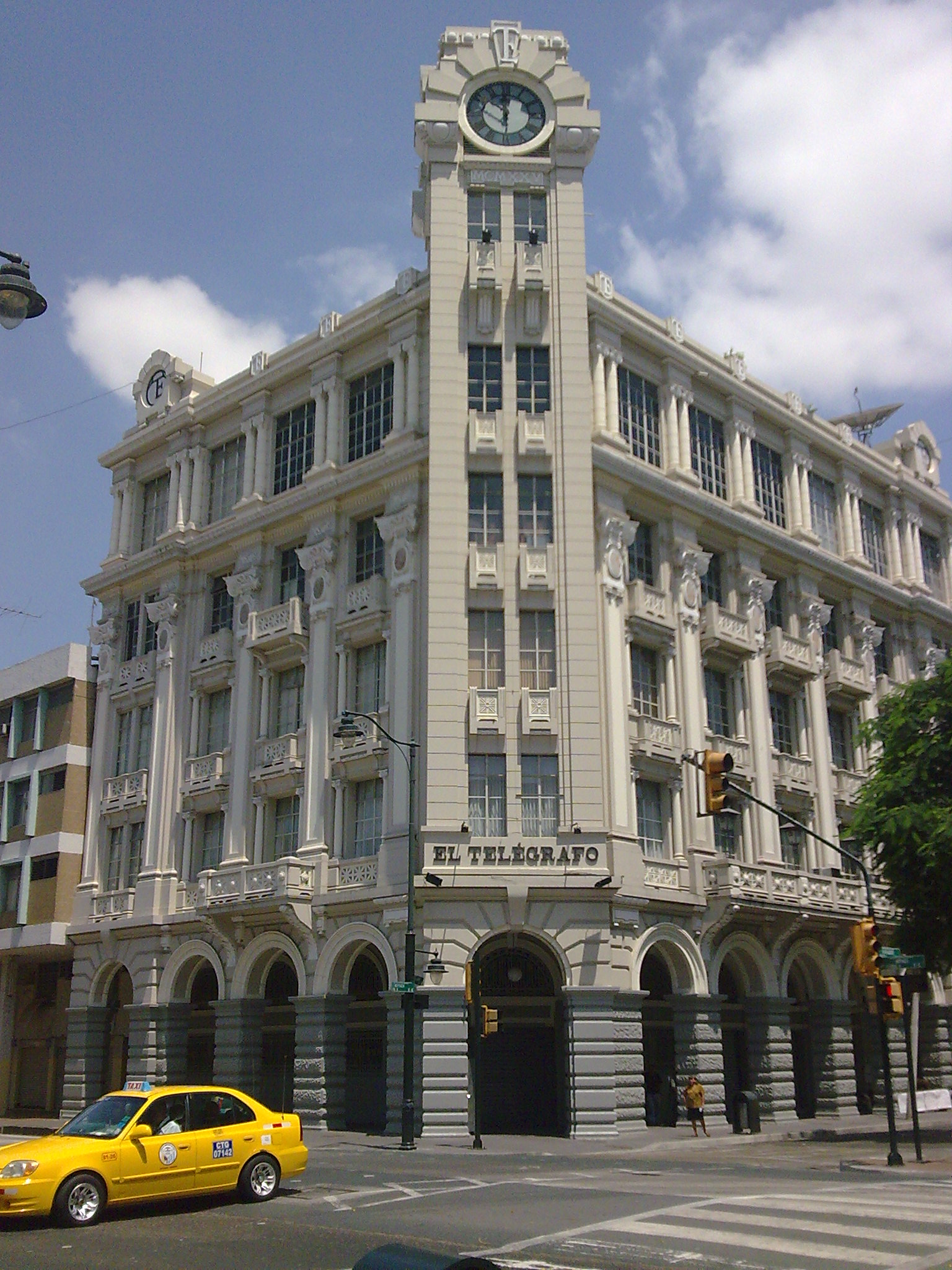
Antiguo edificio sede del diario El Telégrafo.

En la ciudad de Guayaquil circulan varios de los más importantes diarios de la nación. Entre los periódicos con mayor circulación se encuentran: 
- El Universo, considerado el Diario más importante del país por circulación, alcance y repercusión mediática.[93]
- Expreso.[94]
- El Telégrafo, uno de los primeros diarios de Ecuador, actualmente bajo administración estatal. Desde 2020 funciona únicamente en formato virtual.[95][96]
- Diario Extra, diario de tinte sensacionalista, forma parte de Grupo Granasa, propietario también de Diario Expreso.
- Metro, periódico que circula de forma gratuita.[97][98]
- Diario "Qué", de circulación gratuita, perteneciente a El Universo.

### Televisión
Las principales emisoras de televisión son:
| Canales de televisión de la ciudad de Guayaquil | Canales de televisión de la ciudad de Guayaquil | Canales de televisión de la ciudad de Guayaquil | Canales de televisión de la ciudad de Guayaquil | Canales de televisión de la ciudad de Guayaquil | Canales de televisión de la ciudad de Guayaquil |
| Canales VHF                                     | Canales VHF                                     | Canales VHF                                     | Canales VHF                                     | Canales VHF                                     | Canales VHF                                     |
| Emisora                                         | Canal                                           | Emisora                                         | Canal                                           | Emisora                                         | Canal                                           |
| ----------------------------------------------- | ----------------------------------------------- | ----------------------------------------------- | ----------------------------------------------- | ----------------------------------------------- | ----------------------------------------------- |
| Ecuavisa                                        | 2                                               | Ecuador TV                                      | 7                                               | TVC                                             | 11                                              |
| RTS                                             | 4                                               | Gamavisión                                      | 8                                               |                                                 |                                                 |
| Teleamazonas                                    | 5                                               | TC Televisión                                   | 10                                              |                                                 |                                                 |
| Canales UHF                                     |                                                 |                                                 |                                                 |                                                 |                                                 |
| Emisora                                         | Canal                                           | Emisora                                         | Canal                                           | Emisora                                         | Canal                                           |
| TV Legislativa                                  | 22                                              | Telerama                                        | 32                                              | UCSG Radio y Televisión                         | 42                                              |
| Canela TV                                       | 24                                              | América Visión                                  | 34                                              | Educa TV                                        | 43                                              |
| Oromar TV                                       | 26                                              | Televisión Satelital                            | 36                                              | Enlace Ecuador                                  | 46                                              |
| Asomavisión                                     | 28                                              | LaTele                                          | 38                                              | TeleCiudadana                                   | 48                                              |
| RTU Radio y Televisión Unidas                   | 30                                              | ESPOL TV                                        | 40                                              |                                                 |                                                 |

### Emisoras de radio
Desde Guayaquil emiten más de 30 emisoras de tipo AM y FM con alcance local, nacional e internacional.

## Demografía

### Población

Evolución demográfica de la ciudad de Guayaquil, desde 1950 hasta el 2000

En el censo del 2022 realizado por el INEC en el cantón de Guayaquil se contabilizaron 2.746.403 habitantes lo que le convierte en el cantón más poblado del país hasta la fecha señalada, habitantes de los cuales las mujeres son el 50.2% y los varones representan el 49.8%. Así mismo, la ciudad cuenta con una importante densidad demográfica que asciende a 2473 hab/km². 
A lo largo de la historia de la ciudad, los múltiples incendios, ataques piratas, plagas y epidemias, se han convertido en uno de los factores que no ha permitido un rápido y continuo crecimiento poblacional en Guayaquil. Sin embargo, debido a las oportunidades de trabajo que ofrecía la ciudad, la migración de personas de otras partes de la nación contribuyó al crecimiento a lo largo del siglo xx; incluyendo también la llegada de inmigrantes de distintas partes del mundo como los estadounidenses, canadienses, italianos, españoles, franceses y alemanes que han contribuido al crecimiento social y económico de la ciudad a través de los años hasta en la actualidad. La tasa anual promedio de crecimiento poblacional es de 2,50 %.

### Diversidad sexual
La diversidad sexual en Guayaquil engloba las distintas manifestaciones de sexualidad y género de las poblaciones LGBT que han habitado la ciudad ecuatoriana de Guayaquil a lo largo de su historia. De acuerdo al Censo de Población y Vivienda de Ecuador de 2022, Guayaquil es la ciudad con mayor cantidad de personas abiertamente identificadas como LGBT en el país, y eventos como la Marcha del Orgullo LGBT de Guayaquil reúnen anualmente a decenas de miles de personas. La urbe cuenta con numerosos establecimientos de ocio nocturno dirigidos al público LGBT, si bien se detectan carencias en cuanto a la oferta de otras opciones turísticas y culturales enfocadas en la diversidad sexual.
La aceptación social hacia las personas LGBT se ha incrementado de forma considerable en las últimas décadas, de manera que hoy día existen protecciones legales, tanto a nivel nacional como local, que amparan a las personas de sexualidad diversa. No obstante, aún se registran actos de discriminación y, de acuerdo con una encuesta realizada por la consultora Ipsos en 2022, las personas LGBT son menos aceptadas en Guayaquil respecto a otras ciudades ecuatorianas como Quito.
Antes de la década de 1970, existía poca visibilidad de la homosexualidad en la urbe, aunque trascendieron figuras guayaquileñas de sexualidad diversa, como el poeta David Ledesma Vázquez. El retorno a la democracia coincidió con un aumento en la visibilidad de las personas LGBT, aunque esto trajo consigo un recrudecimiento de la persecución a estos colectivos por parte de las autoridades locales y nacionales. Estas políticas se hicieron particularmente palpables durante el gobierno del presidente León Febres-Cordero Ribadeneyra (1984-1988), durante el cual se generalizaron las detenciones y la violencia contra personas homosexuales, transgénero o cualquier hombre que mostrara características consideradas «afeminadas».
La despenalización de la homosexualidad en Ecuador, aprobada en 1997, redujo la discriminación contra este colectivo en la ciudad; sin embargo, la segregación persistió durante los primeros años del siglo XXI, en particular por parte de las propias autoridades municipales, que solían prohibir la entrada a espacios públicos, como el Malecón 2000, a personas LGBT bajo el pretendido argumento de «proteger la moral y las buenas costumbres». Durante esta época, activistas LGBT intentaron en reiteradas ocasiones obtener permisos para promover una marcha del orgullo en la ciudad, pero las autoridades se negaron. Sin embargo, en 2008 pudo celebrarse por fin la primera Marcha del Orgullo LGBT de Guayaquil, que desde entonces se ha constituido en un evento multitudinario.
La década de 2010 marcó un cambio en cuanto a la actitud hacia la diversidad sexual por parte de las autoridades municipales, que empezaron a prestar su apoyo a eventos LGBT y a posicionar a Guayaquil como ciudad de respeto. Desde entonces, se han cosechado importantes conquistas de derechos para las poblaciones de la diversidad sexual en la ciudad, como la aprobación en 2017 de una ordenanza para prohibir todo tipo de discriminación basada en razones de género o la celebración, a partir de 2019, de los primeros matrimonios entre personas del mismo sexo.

### Etnografía
Según las cifras presentadas por el Instituto Nacional de Estadística y Censos (INEC) en el censo de 2010, la composición étnica del cantón Guayaquil es:
- Mestizos (70.8%)
- Blancos (11.4%)
- Afroecuatorianos (10,9%)
- Montubio (5,0%)
- Indígenas (1,4%)
- Otros (0,6%)

## Educación

### Educación superior
La educación pública en la ciudad de Guayaquil es gratuita hasta el tercer nivel de acuerdo a lo estipulado en el artículo 348 y ratificado en los artículos 356 y 357 de la Constitución Política Nacional.
La infraestructura educacional presentan anualmente problemas debido a sus inicios de clases justo después del invierno, ya que las lluvias por lo general destruyen varias partes de los plantes educativos en parte debido a la mala calidad de materiales de construcción, especialmente a nivel marginal. Se calcula que en el 2008, el presupuesto invertido en infraestructura educativa ascendió aproximadamente a 9 millones de dólares entre el gobierno central y la municipalidad de la ciudad.
La ciudad cuenta además con una gran variedad de instituciones públicas de educación secundaria de gran prestigio. Sin embargo existe un importante crecimiento en la cantidad de estudiantes en instituciones particulares, que por lo general se destinaban para niños y jóvenes de clase alta y media. De igual manera los estudiantes de escuelas y colegios públicos o privados mantienen el uso del uniforme escolar que varía de acuerdo a cada institución, pero para el caso de las escuelas primarias públicas en zonas marginales, existe un programa impulsado por el gobierno central que dota al alumnado de uniformes de manera gratuita.
La mayoría de profesores de educación primaria y secundaria están afiliados a la Unión Nacional de Educadores, el cual es uno de los más grandes sindicatos en el Ecuador y posee parte activa en política nacional contando con una gran influencia de partidos políticos de tendencia socialista y comunista, como el Movimiento Popular Democrático.
La ciudad cuenta con varios centros de educación superior, con más de 120 000 estudiantes universitarios repartidos entre diversas carreras. La primera institución de educación superior establecida en la ciudad fue la Universidad de Guayaquil, conocida como la Universidad Estatal, siendo también la que mayor número de estudiantes registra. La Escuela Superior Politécnica del Litoral, conocida por su acrónimo "ESPOL", es considerada la mejor institución de educación superior de la ciudad, y entre las mejores de toda la nación según el último informe de evaluación a las universidades del Ecuador realizado por el CONEA. Otras de las grandes instituciones superiores que tiene la ciudad es la Universidad Católica Santiago de Guayaquil, en donde gran parte de personas activas en la política nacional han realizado sus estudios, y la Universidad Tecnológica Empresarial de Guayaquil, donde han convergido las prácticas empresariales de la ciudad con la academia.
Las demás universidades de Guayaquil son: Universidad Laica Vicente Rocafuerte, Universidad de Especialidades Espíritu Santo, Universidad Agraria del Ecuador, Universidad Politécnica Salesiana, Universidad Tecnológica Ecotec, el campus Guayaquil de la Universidad Técnica Federico Santa María de Chile, entre otras.
Según los resultados del censo de población y vivienda del año 2010, el analfabetismo en personas mayores de 15 años llega a 3.1%;  y la cobertura del sistema de educación pública llegó al 60.7%. Un dato importante existente en Guayaquil son los niveles de analfabetismo digital que llega al 24.8%. Según el estudio realizado por el censo de 2001 se logró agregar a las estadísticas que el 40 % había terminado sus estudios primarios, mientras que otro 33,2 % se había graduado de bachiller al terminar la secundaria, sin embargo solo 14 % habían ingresado a la universidad, escuela superior, o cualquier otro instituto de tercer nivel. Finalmente solo un 8,5 % había alcanzado la educación de cuarto nivel.

## Cultura

### Literatura
Existen pocas referencias acerca de la literatura de la ciudad de Guayaquil en la era colonial.
Siglo XIX: Los primeros personajes relevantes en la literatura guayaquileña aparecen después de la independencia de la ciudad en 1820, con el poeta José Joaquín de Olmedo y otros escritores. A finales de este siglo nació en 1898 uno de los grandes poetas del Ecuador, Medardo Ángel Silva, Manuel Gallegos Naranjo, José Ignacio Moreno y Santistevan, Miguel Moreno Morán de Butrón, Jacinto de Evia, Ignacio Olazo y Maruri, Ignacio Casimiro Roca, José Antonio de Marcos, Toribio Castro Guzmán, José Eleodoro Avilés, Juan de Robles Alfonso, Gustavo Monroy Garaicoa.
Siglo XX: Al igual que a finales del anterior siglo, empezaron a aparecer varios escritores de gran importancia a nivel nacional como Elysa Ayala; en esta era surge un selecto grupo de escritores que se denominaban Grupo de Guayaquil, el cual estaba conformado por Demetrio Aguilera Malta y Alfredo Pareja Diezcanseco, en compañía de José de la Cuadra, Joaquín Gallegos Lara, Enrique Gil Gilbert. En 1946, Gallegos Lara escribió "Las cruces sobre el agua", el cual es considerado una de las más grandes novelas ecuatorianas. Historiadores destacados de este siglo son Julio Estrada Icaza, Guillermo Arosemena Arosemena y Alberto Cordero Aroca, Manuel Jurado Rumbea.
Siglo XXI: En este último siglo la literatura guayaquileña ha tenido un gran desarrollo encontrándose un sinnúmero de autores en diversos géneros, los exponentes de la poesía romántica contemporánea están: Karina Gálvez, Renato Basso y Sonia Manzano; en la literatura fantástica o cuentos tenemos exponentes como: Fernanda Ampuero, Mónica Ojeda, Solange Rodríguez. y José Antonio Gómez Iturralde.

### Música

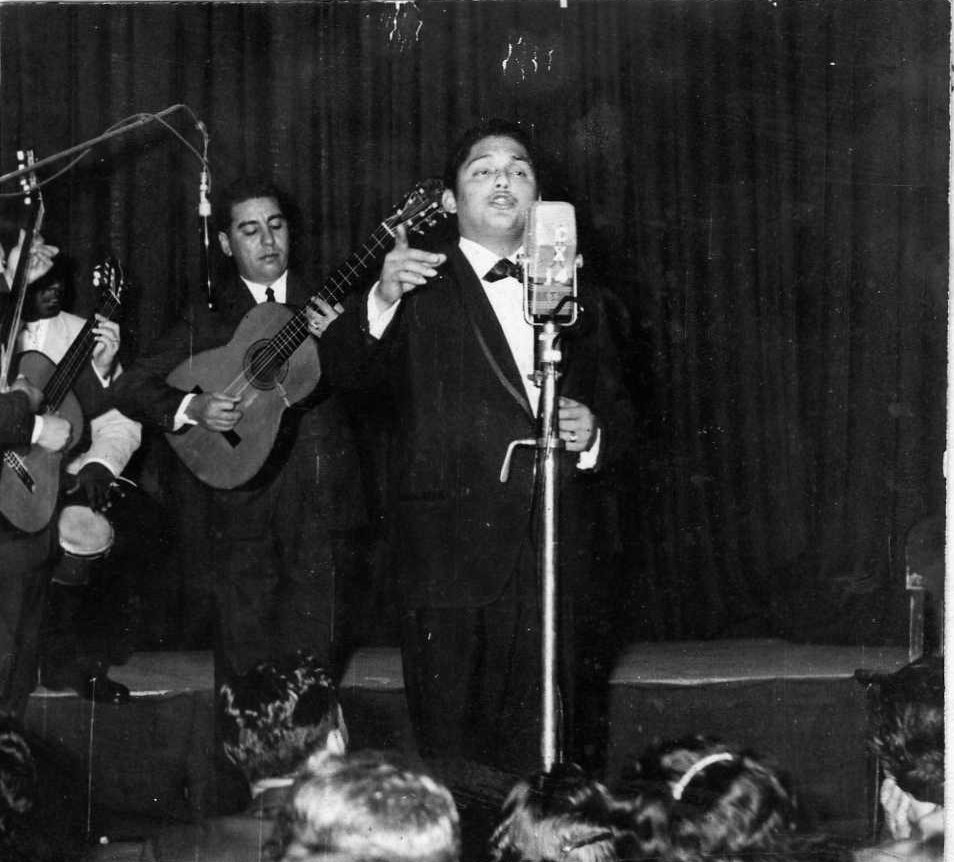
Julio Jaramillo.

El pasillo es el género musical tradicional de la ciudad de Guayaquil con mayor arraigo en las generaciones más adultas de los estratos populares. Existen grandes exponentes de este género, sin embargo el más importante fue Julio Jaramillo Laurido, conocido por sus iniciales "JJ". Jaramillo fue además considerado a nivel internacional como el "Ruiseñor de América". El pasillo en el Ecuador muestra dos ramas por su contenido, ya que el que es cantado en la serranía es melancólico, mientras que el del litoral, especialmente Guayaquil, es más rítmico. Otros de los grandes intérpretes y compositores del pasillo guayaquileño son Nicasio Safadi, Enrique Ibáñez Mora, Carlos Solís, Carlos Silva Pareja y Constantino Mendoza Moreira. Héctor Napolitano, conocido mejor como el "Viejo Napo", un antiguo roquero under de la ciudad, ha retomado el género.
En los años 1980 también hubo solistas de trayectoria, destacándose el baladista Alfredo Mármol que incursionó en el ámbito musical en el año 1983 con éxitos como "Ya no eres la misma de ayer", "Y eres tú", "Nunca más lo vuelvo a hacer", "Déjame saber", Cuanto gané, cuanto perdí", el año 1984 representa al Ecuador en el Festival OTI de la canción, siendo uno de los mejores representantes del Ecuador en la historia de dicho festival. En los años 1980 varias bandas guayaquileñas empezaron sus carreras como músicos entre ellos el grupo Tranzas en el género de pop rock el cual tuvo una carrera de 20 años en los escenarios. En el rock y pop Reynaldo Egas con su canción "El químico", y también el cantautor Mike Albornoz con sus canciones "San Viernes", "Balde de agua fría", "Tus besos" y "Mi perfecta manera de amar". Otros grupos que lograron notoriedad a mediados y finales de los años 80 fueron: Clip, Taller, Quartz Band, Right. También en el rap, hip hop, se destacó Gerardo, quien ganó fama ya a principios de los años 1990. A finales de los años 90 se destaca mucho la participación de AU-D, cantante de rap guayaquileño logrando participar en el Festival Viña del Mar con una canción que fue un hit llamada "Crema de limón". La banda de pop Van Mozart, también adquiere notoriedad en esos años.
La influencia del rock desde esos años también se ha hecho notar en sus distintos géneros, aunque en su mayoría con bandas underground poco estructuradas e inestables. Las bandas de rock que más han destacado han sido: La Trifullka en un género más pesado, con su líder y vocalista Luis Rueda (ahora solista), y L.E.G.O. (la primera banda guayaquileña en aparecer en MTV y ser nominada a Premios MTV 2007 en la categoría Mejor Artista Independiente) en un género más suave de rock. La tendencia de las bandas nuevas a finales de la década del 2000 en Guayaquil apunta a rescatar el sonido del stoner rock y el rock ácido de los años 1970 fusionándolos con los sonidos nacionales. 
En Guayaquil existen varias compañías dedicadas a la música académica como: la Orquesta Sinfónica de Guayaquil, la Orquesta Filarmónica Municipal de Guayaquil, la Orquesta Filarmónica Juvenil de Guayaquil, la Orquesta Sinfónica del Guasmo, Orquesta de Cámara del Museo Municipal, Orquesta Sinfónica Performática, Orquesta Sinfónica Cristiana. En lo referente a músicos líricos guayaquileños tenemos a las Sopranos Beatriz Parra, Astrid Achi, Viviana Rodríguez, Sofía Rosado; y los tenores Roy Espinoza y Andrés Córdova.

### Artes plásticas
Durante las primeras décadas del siglo XX, tras el surgimiento de los movimientos socialistas y comunistas, también siguieron un grupo de artistas que fomentaron un nuevo arte, fue el nacimiento del Realismo social, así Alba Calderón y Bella Amada López mantuvieron un fiel estética en sus obras las cuales mostraban a montubios, cholos y afrodescendientes en sus actividades cotidianas.
En Guayaquil desde el nacimiento de la Escuela de bellas arte en 1941 se tiene constancia académica del surgimiento de grandes pintores y escultores, alguno de ellos como Miranda, De Lucca y Theo Constante han exportado sus talentos a Europa.
En 1959 el municipio de Guayaquil instauro el Salón de Julio un gran certamen de pintura que se lleva a cabo anualmente. Posteriormente la Casa de la Cultura Núcleo del Guayas organizaría el concurso de pintura Salón de Octubre.
En 1966 la escultora Yela Lofredo fundó la Asociación Cultural Las Peñas, en la cual reunió a todos los artistas plásticos de la ciudad, y organiza eventos de exposiciones, uno de los más importantes es la exposición de 25 de julio en la calle principal de las Peñas. Y en la cual se premia cada año a un artista en las nominaciones de “El pincel de oro” y “El cincel de oro”

### Bibliotecas y museos
En Guayaquil existen varias bibliotecas las mayorías públicas, como son las bibliotecas de los colegios réplicas que con un fondo de aproximadamente 3000 libros fueron puesta a disposición de la comunidad, entre las más antiguas e importante también tenemos: 
- Biblioteca Municipal de Guayaquil
- Biblioteca del Club de la Unión
- Biblioteca de las Artes
- Biblioteca Augusto Alvarado Oleas
- Biblioteca del Archivo Histórico del Guayas.
- Biblioteca de la Casa de la Cultura Ecuatoriana Núcleo del Guayas.

La mayoría de los museos de Guayaquil están ubicados en el centro la ciudad.
- Museo Municipal de Guayaquil, en el cual las atracciones son la arqueología, documentos coloniales, efectos personales de los patriotas de la independencia y fotografías de la ciudad a inicios del siglo XX.[161][162]
- Museo Nahim Isaías, en el cual expone arte colonial y republicano.[163]
- Museo de la Cerveza, se ubica en Puerto Santa y pertenece a la Cervecería Nacional. En el lugar se expone la historia mundial de esta bebida y la historia de la empresa que lo regenta.
- Museo Histórico Bae Calderón es el único en la ciudad que expone astronomía, historia y armas.
- Museo Presley Norton, llamado así en honor a un Arqueólogo estadounidense se especializa en arqueología.
- Museo Francisco Campos, se puede apreciar zoología, mineralogía, arqueología, paleontología.
- Carlos Zevallos Menéndez se encuentra ubicado en la Casa de la Cultura, se puede apreciar tres salas: de cerámica y orfebrería prehispánica.
- Museo del Bombero Ecuatoriano Jefe Félix Luque Plata donde se exhibe la historia del cuerpo de bomberos de Guayaquil.
- Museo Antropológico y de Arte Contemporáneo, conocido por su acrónimo "MAAC", es uno de los más destacados museos de la ciudad, se encuentra ubicado en la parte norte del Malecón 2000 a orillas del río Guayas. Es uno de los más grandes e importantes del Ecuador en donde se expone arte de las culturas prehispánicas y una colección de 50 000 piezas arqueológicas nativas ecuatorianas y más de 3000 obras de arte modernas.[164]
- Museo Municipal de música popular Julio Jaramillo, especializado en música local, se encuentra en el sector de Puerto Santa Ana.
- Museo de los Equipos del astillero, se encuentra dividido en su ala derecha para el Museo Club Sport Emelec y su ala izquierda para el Museo de Barcelona Sporting Club[165]
- Museo Municipal De Arte “María Eugenia Puig”, se ubica en el Malecón del Salado, fue inaugurado por la ilustre Municipalidad de Guayaquil en el año 2013. El museo posee tablas de arcilla de gran tamaño donde se plasma los distintos hechos históricos que formaron al Ecuador como por ejemplo la Revolución de Octubre, la conquista, la etapa precolombina y la Revolución Liberal.
- Museo de la Federación Ecuatoriana de Fútbol, se encuentra ubicado en el sector de la Av Gómez Lince o Las Aguas dentro de las instalaciones de la Federación. El museo posee bustos hechos en bronce de los futbolistas más destacado de la historia, los trofeos que las distintas selecciones mayores o juveniles han conquistado y una colección de balones (réplicas) que se utilizaron en los mundiales desde 1930.
- El Museo del Cacao, se encuentra ubicado en el sector de las calles de Imbabura y Panamá.

### Religión
En la ciudad de Guayaquil se práctica una amplia variedad de religiones. La mayor parte de los ciudadanos son cristianos, siendo de entre todas ellas, la Iglesia católica, la que mayormente predomina en la urbe. Los católicos cuentan con 223 parroquias, 1345 sacerdotes diocesanos, 473 sacerdotes religiosos, 349 seminaristas en 12 seminarios mayores, 64 congregaciones masculinas, 233 congregaciones femeninas, 46 monasterios de vida contemplativa con más de 400 miembros de institutos de vida consagrada. Aproximadamente el 85,4% de los guayaquileños profesan el catolicismo, la primera religión cristiana establecida desde la fundación de la ciudad.
Un grupo numeroso es el de cristianos evangélicos, varias confesiones protestantes se encuentran actualmente, con 52 denominaciones diferentes y alrededor de 150.000 creyentes.
También los miembros de La Iglesia de Jesucristo de los Santos de los Últimos Días, los cuales poseen un templo central en la ciudad junto con varios centros de estaca, y un gran número de capillas y proclaman tener unos 90.000 adeptos. La Iglesia Adventista del Séptimo Día fue asentada en la ciudad por primera vez en todo el país y luego se fundó la "Misión Ecuatoriana Adventista del Sur". Actualmente los adventistas consideran que existen cerca de 7.277 adeptos en Guayaquil. Mientras que los Testigos de Jehová, en un informe mundial detallado por países presentado por la Watch Tower Bible and Tract Society of Pennsylvania, afirman que existen en el Ecuador alrededor de 55.669 seguidores en servicio de activo con unas 720 congregaciones, de las cuales 160 corresponden sólo a Guayaquil, donde además existen 87 salones del Reino. También existe una muy pequeña comunidad judía de 60 personas, compuesta mayoritariamente por ciudadanos israelíes, e inmigrantes alemanes que escaparon de Alemania durante la Segunda Guerra Mundial. También existe un templo budista en la ciudadela Garzota y una mezquita en el sector de Urdesa, la primera en Guayaquil. De igual manera existe en la ciudad la Iglesia de Dios Ministerial de Jesucristo Internacional con 2 de sus megasalas de oración.
Según el estudio de Latinobarómetro (2011), la afiliación religiosa de la ciudad de Guayaquil es la siguiente: 
- Católicos 85,4%
- Otras religiones 12,9%
- Sin afiliación religiosa 1,7%

### Gastronomía
En Guayaquil es posible encontrar restaurantes de comida típica, internacional y especializada en diferentes lugares de la ciudad. Los principales sectores de restaurantes internacionales son Urdesa, el centro de la ciudad, y la vía a Samborondón.
Dentro de los platos típicos guayaquileños se puede destacar el arroz con menestra y carne asada; es un plato preparado con fréjol maduro del tipo conocido localmente como canario, aunque también se lo puede preparar con lentejas, garbanzos o con otro distinto tipo de fréjol, así como variantes de carne (chuleta, pescado, pollo o embutidos), que son cocidas al carbón y lleva como complemento patacones (trozos de plátano verde frito). También es muy tradicional consumir el típico encebollado, una especie de caldo con pescado albacora o atún preferentemente, yuca cocida, cebolla y aderezado con, tomate riñón, cilantro y jugo de limón todo preparado por separado, y servido junto; este plato es considerado un excelente vivificante luego de una noche de parranda muy común, en esta vibrante urbe porteña. Por ser el principal puerto de Ecuador, abundan los mariscos, y también los platillos preparados a base de estos, son muy consumidos los ceviches sean de pescado (encurtido), camarón o concha (cocidos); otro producto de mar, es el cangrejo, muy popular y muy consumido sobre todo los fines de semana en la ciudad, se prepara al ajillo, "criollo", en ensalada, en sopa, etc. Una opción para los desayunos son los bolones de verde (bolas de plátano verde frito, que se le da la forma con las manos) con trozos fritos de piel de cerdo (chicharrón) o con trozos de queso fresco. Además están los aperitivos salados como las humitas (elaboradas con maíz tierno molido, junto a trozos de queso, envueltas en la propia hoja de maíz), las hayacas (elaboradas con harina de maíz, junto a trozos de cerdo o pollo, vegetales, uvas pasas, guisantes, envueltas en la hoja de plátano), los bollos de pescado (preparado con plátano verde molido, pescado, maní o cacahuate, envuelto también en una hoja de plátano) y las empanadas de plátano verde, rellenas con queso o carne de res. También destaca el caldo de salchicha (o de manguera), caldo realizado con menudencias (vísceras) rellenas de sangre y arroz o verde rallado, hígado, orejas, entre otras partes del cerdo que se utilizan para su elaboración. Entre los postres, está la típica ensalada de frutas, jugo de naranjas al que se le agrega trozos de piña, melón, sandía, banano, uvas y otras tantas frutas tropicales más al gusto del comensal. El arroz con leche, herencia de nuestro mestizaje con España, incluido aquel que se condimenta con Clavo de Olor. El queso de leche, un flan casero preparado con huevos azúcar y leche.  Entre las bebidas típicas están el quáker, nombre comercial de una marca de cereal, que ha sido adoptado por ésta bebida, que consiste en una colada hecha con copos de avena, junto a naranjilla o maracuyá o también cáscara de piña, canela, clavo de olor y panela (bloque de azúcar sin refinar) incluidas en su cocción; se puede beber tibia o fría. Además por su posición privilegiada en el trópico, dispone una inmensa variedad de jugos de frutas: sandía, papaya, piña, guanábana, melón, cítricos, guayaba, etcétera.

### Fiestas y tradiciones

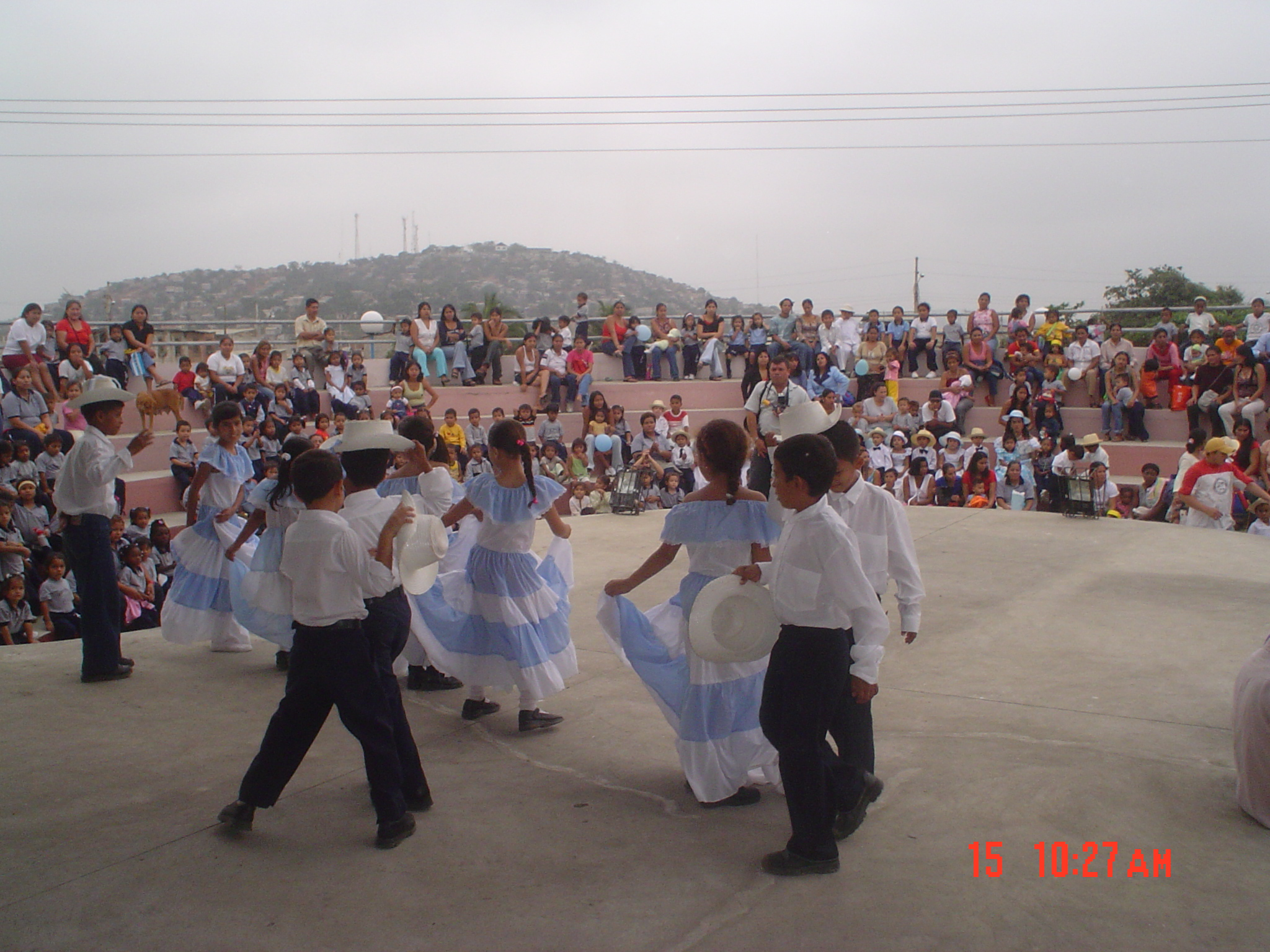
Niños bailando en trajes típicos en un presentación barrial por las fiestas julianas.

Guayaquil celebra a lo largo del año varios feriados, los mismos que atraen a gran cantidad de turistas del país y extranjeros. 
Enero:  Una de las celebraciones que se reconoce a nivel nacional es festejada por los guayaquileños de forma particular, es el Año nuevo y el día de la llegada de los reyes magos, se suele celebrar quemando los "años viejos gigantes", estas costumbre se suele realizar entre el 7 y 15 de enero.
Febrero a marzo (fecha movible): Entre estos meses se dan a comienzo de año es la de carnaval la cual varía su fecha de celebración desde inicio de febrero hasta principios de marzo según el año. Una gran cantidad de personas optan por permanecer fuera de la ciudad durante estas fechas, aprovechando los feriados para ir a los distintos balnearios del país, aunque también existe una buena cantidad que prefiere ir a las celebraciones que ofrecen las ciudades de la serranía ecuatoriana. En los últimos años, la alcaldía ha promovido una serie de programas de actividades para que las personas puedan pasar estos feriados en la ciudad, razón por la cual para estas fechas se dan desfiles y festivales en varios sectores de la urbe.
Carnaval, abre un período litúrgico llamado Cuaresma, que empieza con el tradicional Miércoles de ceniza y termina con la Semana Santa, en la cual anualmente se da la tradicional Procesión del Cristo del Consuelo que congrega una gran cantidad de fieles católicos.
Mayo: Otras celebraciones en la ciudad se da el 1 de mayo de cada año cuando se conmemora el Día internacional de los trabajadores. También suele haber feriado los 24 de mayo al recordar la Batalla de Pichincha.
Julio: En este mes comienzan las fiestas patronales de la ciudad, que se celebran los 25 de julio de cada año. Las festividades para estas fiestas se caracterizan por sus desfiles en varios sectores de la ciudad y las exposiciones de arte en el barrio Las Peñas del cerro Santa Ana.
Octubre: Las festividades más grandes que se realizan en la ciudad son las "fiestas octubrinas", que se celebran en todo el mes de octubre de cada año, en especial el 9 de octubre en la cual se realiza las paradas militares y desfiles cívicos, y la M.I. Municipalidad realiza la "Sesión Solemne" en memoria de la independencia de Guayaquil.
Noviembre: En este mes la Alcaldía de Guayaquil ha implementado el 30 de noviembre, un desfile de globos gigantes asimilando al desfile del día de Acción de Gracias en Nueva York, se realiza a lo largo de la Av. Quito con globos de entre 8 a 15 metros llenos con helio.
Diciembre: En esta época los habitantes se centran en las celebraciones de Navidad y de Fin de Año que la alcaldía prepara en los distintos sectores de la ciudad, El regreso de los migrantes desde el exterior, las compras de regalos, las típicas luces decorativas se hacen presentes en la Nochebuena. Por otro lado, la quema de los monigotes en casi todas las calles de la urbe es lo típico de la ciudad para Nochevieja, aunque también varias personas tienen la costumbre de pasar las fiestas en los diferentes balnearios cercanos.

## Deporte
Clubes deportivos: Guayaquil es sede de varios equipos de fútbol:
- El Guayaquil Sport Club, el equipo más longevo en actividad del fútbol ecuatoriano. Actualmente juega en la Serie B y su única participación en Primera División fue en 1973.
- El Club Sport Patria, es otro de los equipos más longevos en actividad del fútbol ecuatoriano. Fue vicecampeón de la Primera División en 1961. Actualmente juega en la Segunda Categoría y su última participación en Primera División fue en 1970.
- El Club Deportivo Everest, El nombre del equipo es en honor al monte Everest que está situado en la cordillera Himalaya. Fue campeón de la Primera División en 1962, siendo uno de los 8 equipos que ha conseguido ese título. De este equipo surgió Alberto Spencer, el mejor futbolista ecuatoriano de todos los tiempos. Actualmente juega en la Segunda Categoría y su última participación en Primera División fue en 1983.
- El Calvi Fútbol Club, equipo de la ciudad que juega actualmente en la Segunda Categoría y su única participación en la Serie A fue en 1997.
- El Panamá Sporting Club, equipo de la ciudad que juega actualmente en la Segunda Categoría y su única participación en la Serie A fue en 1998.
- El Club Sport Norte América, equipo de la ciudad que juega actualmente en la Segunda Categoría y su última participación en Primera División fue en 1971.
- El Rocafuerte Fútbol Club, equipo de la ciudad que juega actualmente en la Segunda Categoría y su última participación en Serie B fue en el 2012.

- El Barcelona Sporting Club es el equipo que más campeonatos ha ganado en la Primera División de Ecuador (16 campeonatos), además de llegar dos veces a una final de la Copa Libertadores de América llegando ser el primer equipo ecuatoriano en lograr llegar a una final en la Copa Libertadores de América.
- El Club Sport Emelec, fue elegido como el mejor club del mes del mundo en junio del 2010, el único en el país en tener este mérito; fue el primer campeón nacional en 1957, el primer equipo ecuatoriano en tener estadio propio y ha sido el único equipo ecuatoriano en ser campeón todas las décadas; fue el primer club del fútbol ecuatoriano en tener una barra organizada, ya que el 9 de octubre de 1974 se formó la llamada Barra Azul, en la actualidad, su barra más representativa es la Boca del Pozo, que es la barra brava más antigua de Ecuador, nació el 25 de julio de 1980 en la general del Estadio Modelo; tiene 14 campeonatos nacionales, un vicecampeonato de la Copa Merconorte en el 2001, y ha llegado en una ocasión a semifinales de la Copa Libertadores de América.
- El Guayaquil City Fútbol Club, equipo de la ciudad que juega actualmente en la Serie A.[174]
- El 9 de Octubre Fútbol Club, El nombre del equipo es en honor a la fecha de la Independencia de Guayaquil, el 9 de octubre. Fue vicecampeón de la Serie A de Ecuador en 1965, 1983 y 1984. Actualmente juega en la Serie A.

En la ciudad de Guayaquil, al igual que toda la nación ecuatoriana, el deporte más popular es el fútbol. En la ciudad se fundó el primer club de fútbol llamado Guayaquil Sport Club. La ciudad es sede de los dos equipos más populares del país: el Barcelona Sporting Club y el Club Sport Emelec, ambos equipos participan en la Primera División del Fútbol Nacional Ecuatoriano. Por coincidencia, estos dos equipos nacieron en el Barrio del Astillero, y que desde sus inicios tuvieron riñas y por lo cual, cuando se enfrentan ofrecen uno de los partidos más tradicionales del campeonato conocido como Clásico del Astillero, que es considerado por la FIFA como el clásico oficial del país.
Estadios, coliseos y parques deportivos: Guayaquil tiene varios estadios iconos del fútbol. 

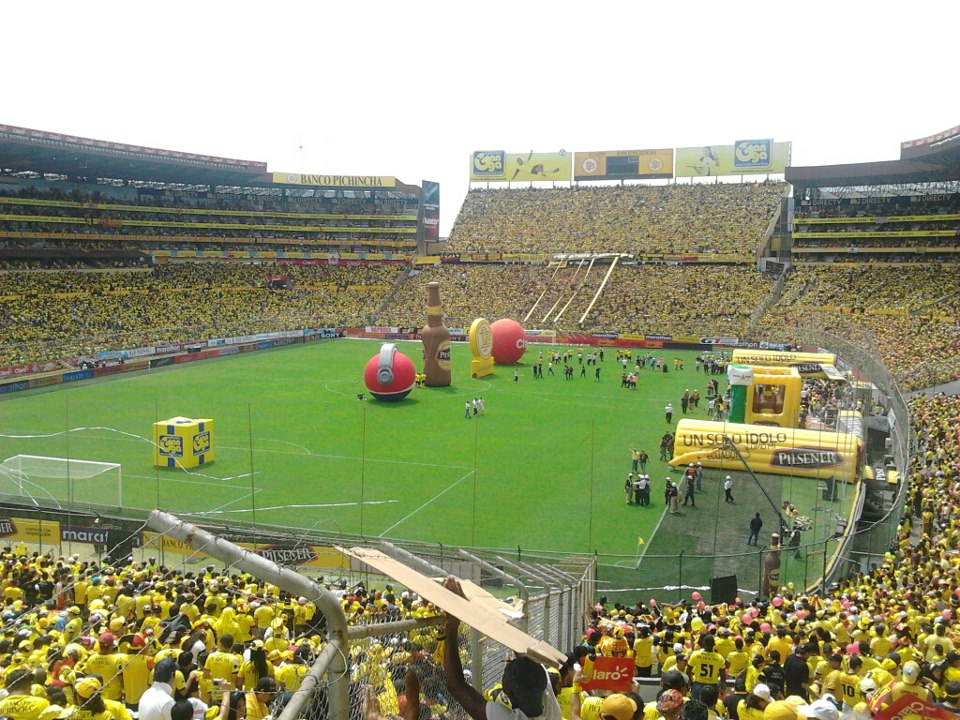
Estadio Monumental Isidro Romero Carbo, el escenario deportivo más grande del país, sede del Barcelona Sporting Club.

- El Estadio Monumental Banco Pichincha, perteneciente al Barcelona Sporting Club quien uno de los estadios de fútbol más grandes de Sudamérica que posee capacidad para 57 283 espectadores y es propiedad del Barcelona Sporting Club su capacidad máxima ha sido de 90 000 aficionados registrados en la final de la Copa Libertadores de 1998 y forma parte en el top 10 de los estadios más históricos del continente[cita requerida] Siendo anfitrión de la final de la Copa América 1993 Fue sede de la Copa Mundial de Fútbol Sub-17 de 1995 y de otras finales internacionales como la Copa Libertadores 1990 y la Copa Libertadores 1998. La FIFA eligió al estadio Monumental entre los 100 mejores estadios del mundo[cita requerida].
- El Estadio George Capwell, perteneciente al Club Sport Emelec quien fue el primer equipo ecuatoriano en tener estadio propio, posee capacidad para 40 000 espectadores y es propiedad del Club Sport Emelec, fue fundado en 1945, albergó la Copa América de 1947 y de 1993 y en el 2017 fue el Cuarto estadio más bello del mundo,[176] su infraestructura es única en el país porque presenta la forma típica de los estadios europeos,[177]
- El Estadio Modelo Alberto Spencer, es el estadio de la Federación Deportiva del Guayas, el cual tienen dos clubes que les hagan de local cada uno los equipos 9 de Octubre y Guayaquil Sport y es utilizado para conciertos, afora 42 000 personas[cita requerida] y cuenta con pista atlética.La Federación Deportiva del Guayas es el organismo rector del deporte en toda la Provincia del Guayas y por ende en Guayaquil se ejerce su autoridad de control.[178]
- El Estadio Christian Benítez Betancourt, es un estadio perteneciente al gobierno y donde juega de local el equipo Guayaquil City.
- El Coliseo Voltaire Paladines Polo es utilizado para baloncesto, conciertos, shows artísticos afora 8500 personas.
- El Estadio Yeyo Úraga es utilizado para la Liga Ecuatoriana de Béisbol, es un escenario deportivo para 8 000 personas.
- En la Ciudad Deportiva Carlos Pérez Perasso se celebra de forma anual desde 1982 el Campeonato interbarrial de fútbol infantojuvenil que cuenta con participantes de la mayoría de provincias del país. Fue calificado como el "torneo juvenil más grande del mundo" por la FIFA en el año 2000.[179][180]
- El parque Samanes, en el año 2013 en busca de fomentar el deporte, el gobierno nacional inaugura el mayor parque recreativo y deportivo del Ecuador, brindando así, un espacio que además de ser gratuito, consiste en más de 851 hectáreas en las cuales su atractivo principal son las más de 50 canchas del parque Samanes, en las cuales desde entonces la ciudadanía guayaquileña se congrega para practicar tanto de manera formal como amateur, una diversidad de deportes además de otras actividades al aire libre.

Deportes amateur: En 1930, cuatro nadadores guayaquileños (Carlos Luis Gilbert, Abel Gilbert, Ricardo Planas y Luis Alcívar Elizalde), lograron conquistar el Campeonato Sudamericano de Lima, el cual en la posteridad se denominaría como la «hazaña de los cuatro mosqueteros». Además en este deporte posteriormente figuraría Jorge Delgado Panchana, convirtiéndose en el nadador sudamericano que más títulos ha ganado, obteniendo después el cuarto lugar en natación en las Olimpiadas de Múnich de 1972.
Francisco Segura Cano es un gran baluarte en la historia del tenis ecuatoriano quien fue campeón mundial en la década de los 40 y 50 más de una vez. También destacaron otros tenistas como Andrés Gómez Santos, quién fuera ganador en 1990 del Torneo de Roland Garros (uno de los cuatro Grand Slam del tenis mundial).
En el Estadio Pancho Segura Cano, propiedad del Guayaquil Tenis Club, se juega el ATP Challenger Ciudad de Guayaquil desde el año 2005, su cancha es de arcilla y afora 4500 personas.
En 1982, Guayaquil acogió uno de sus eventos deportivos internacionales más importantes de su historia, cuando se celebró el IV Campeonato Mundial de Natación en las Piscinas Alberto Vallarino, organizado por la Federación Internacional de Natación (FINA).
Desde 2005 en el mes de octubre se realiza en la ciudad la Maratón de Guayaquil, evento que es avalado por la AIMS Asociación de Maratones Internacionales y Carreras de Distancia y considerado el evento atlético más importante del país ya que participan corredores de diferentes ciudades del Ecuador y del extranjero.
| Predecesor: Barranquilla | Ciudad Bolivariana 1965 (Junto a Quito) | Sucesor: Maracaibo |

## Patrimonio

#### Castillo Ala-Vedra de Las Cinco Esquinas
Es un castillo con estilo medieval, ubicado en el medio del caótico sector comercial del centro. No es propiamente del medievo, pues fue construido a fines de la década de 1950 por el Dr. José María Ala-Vedra de Figuerola Moreira de Vergara y Gómez de Tama Ponce de León, un admirador de la aristocracia.
El castillo es de estilo medieval hispano-romano, de arquitectura tipo fortaleza, con cuatro pisos, 76 ventanales y tres torres cilíndricas de seis metros de diámetro. Además, la fachada luce cuatro blasones nobiliarios y en su parte baja aparecen formas en bloque de piedra rústica. 
En la actualidad, el sitio está dividido en locales comerciales y departamentos.
- Ubicación: Colón y Noguchi.
- Transporte: Troncal I y III de la Metrovía.

#### Palacio de la Gobernación
En este punto estaba la Contaduría del Estado en 1779. El inmueble, donde funcionaba el despacho del gobernador, fue restaurado en 1855 y se quemó en 1917. Por esto, el edificio actual fue construido entre 1923 y 1924 por el arquitecto alemán Augusto Ridder.
La arquitectura del palacio es de estilo neoclásico. Está dividido en cuatro bloques, unidos por un corredor en forma de cruz, que sirve como paso peatonal y cuya cubierta está hecha de hierro y vidrio.
En la actualidad, además de albergar la oficina del gobernador, es la sede de la Universidad de las Artes (Uartes).
- Ubicación: Av. Malecón Simón Bolívar y Aguirre.
- Transporte: Troncal I de la Metrovía.

#### Cementerio patrimonial
Después de haber subido los 444 escalones del cerro Santa Ana y desfilado por las calles empedradas de Las Peñas, puede seguir su camino por un lugar conocido como "la ciudad blanca", el Cementerio Patrimonial de Guayaquil.
Este camposanto, fundado en las faldas del cerro del Carmen el 27 de abril de 1823, es un verdadero museo al aire libre. En este sitio se encuentran sepultados ocho próceres de la Independencia, 18 presidentes de la República, artistas, deportistas y más personajes que hicieron historia.
Algunas de las tumbas son majestuosos mausoleos que resaltan a simple vista, como la de Vicente Rocafuerte, primer presidente ecuatoriano; o las de Eloy Alfaro, Víctor Emilio Estrada, entre otros.
Las rutas para recorrerlo son: "Bajo el cielo del recuerdo", "Memorias y el vuelo de los ángeles", "Tras la sombra del último verso y la de los próceres".
- Ubicación: calle Julián Coronel.
- Horario: de lunes a domingo, de 08:30 a 18:00.

### Torre Morisca “Torre del Reloj” (Patrimonial)
Historia
Su historia se remonta hasta el siglo XVIII con varias construcciones en distintas ubicaciones. El primer Reloj Público data de 1800 cuando Santiago Espantoso compró la casa de las Temporalidades. En 1842 el gobernador de Guayaquil, Vicente Rocafuerte, trajo de Europa y obsequió a la ciudad, el Reloj Público que está en lo alto de la Torre Morisca. Inicialmente, este permanecía en lo alto del cabildo colonial para después ser trasladado hasta la Torre del Mercado de la Orilla. Al desaparecer este, se levantó una torre especial en el mismo sector y allí permaneció hasta 1925, año en que fue retirado ya que la construcción no ofrecía seguridades. En 1930, la Municipalidad dispuso la construcción de la Torre Morisca cuyos trabajos comenzaron el 1 de agosto de 1930, siendo inaugurada el 24 de mayo de 1931.
Tras varios años sin funcionar por averías, el 7 de junio de 2013, fue restaurada. Así, el reloj londinense volvió a marcar las horas y su campana de bronce volvió a sonar cada hora.

### Antiguo Mercado Sur “Palacio de Cristal” (Patrimonial)
Historia
En antaño fue declarado Monumento Histórico de la Ciudad por la entonces Junta parroquial y en los tiempos actuales fue declarado Patrimonio Histórico de la ciudad. Fue construido como mercado de abastos, entre los años 1905 y 1907 e inaugurado el 6 de enero de 1908. Como Palacio de Cristal, fue reinaugurado el 26 de febrero de 2002, tras cumplirse con el proceso de regeneración urbana, implantado por la alcaldía de la ciudad.
Las reseñas narran que el Antiguo Mercado Sur fue diseñado y construido por los Ingenieros Francisco Manrique Pacanisy Carlos Van Ischot. Las piezas utilizadas para su construcción fueron traídas directamente desde Bruselas, Bélgica y fue prefabricado por la firma Verhaeren Ca JagerIngeneriusConstruiters de Bruxelles.
Este antiguo mercado fue remodelado en dos ocasiones, logrando mantenerse en pie durante casi un siglo, de ahí su importancia actual. Además, por aquella época y hasta antes de la regeneración urbana, el sitio era un puesto de carga fluvial principalmente para la pesca artesanal. Su importancia radica en que el edificio es un gran ejemplo de la prefabricación en hierro.

## Ciudades hermanas
Guayaquil es miembro de Sister Cities Internacional, una organización que tiene por objetivo crear hermandad y amistad entre los pueblos.
|                                       | País           | Ciudad                  | Condado / Distrito / Región / Provincia / Estado / Departamento |
| ------------------------------------- | -------------- | ----------------------- | --------------------------------------------------------------- |
| Bandera de Chile                      | Chile          | Santiago de Chile       | Región Metropolitana de Santiago                                |
| Bandera de Estados Unidos             | Estados Unidos | Houston                 | Estado de Texas                                                 |
| Bandera de Estados Unidos             | Estados Unidos | North Miami Beach       | Estado de Florida                                               |
| Bandera de Italia                     | Italia         | Génova                  | Región de Liguria                                               |
| Bandera de la República Popular China | China          | Shanghái                | China del Este                                                  |
| Bandera de Ecuador                    | Ecuador        | Machala                 | Provincia de El Oro                                             |
| Bandera de Perú                       | Perú           | Distrito de Miraflores  | Provincia de Lima                                               |
| Bandera de Perú                       | Perú           | Distrito de Jesús María | Provincia de Lima                                               |